# Taschenmesser

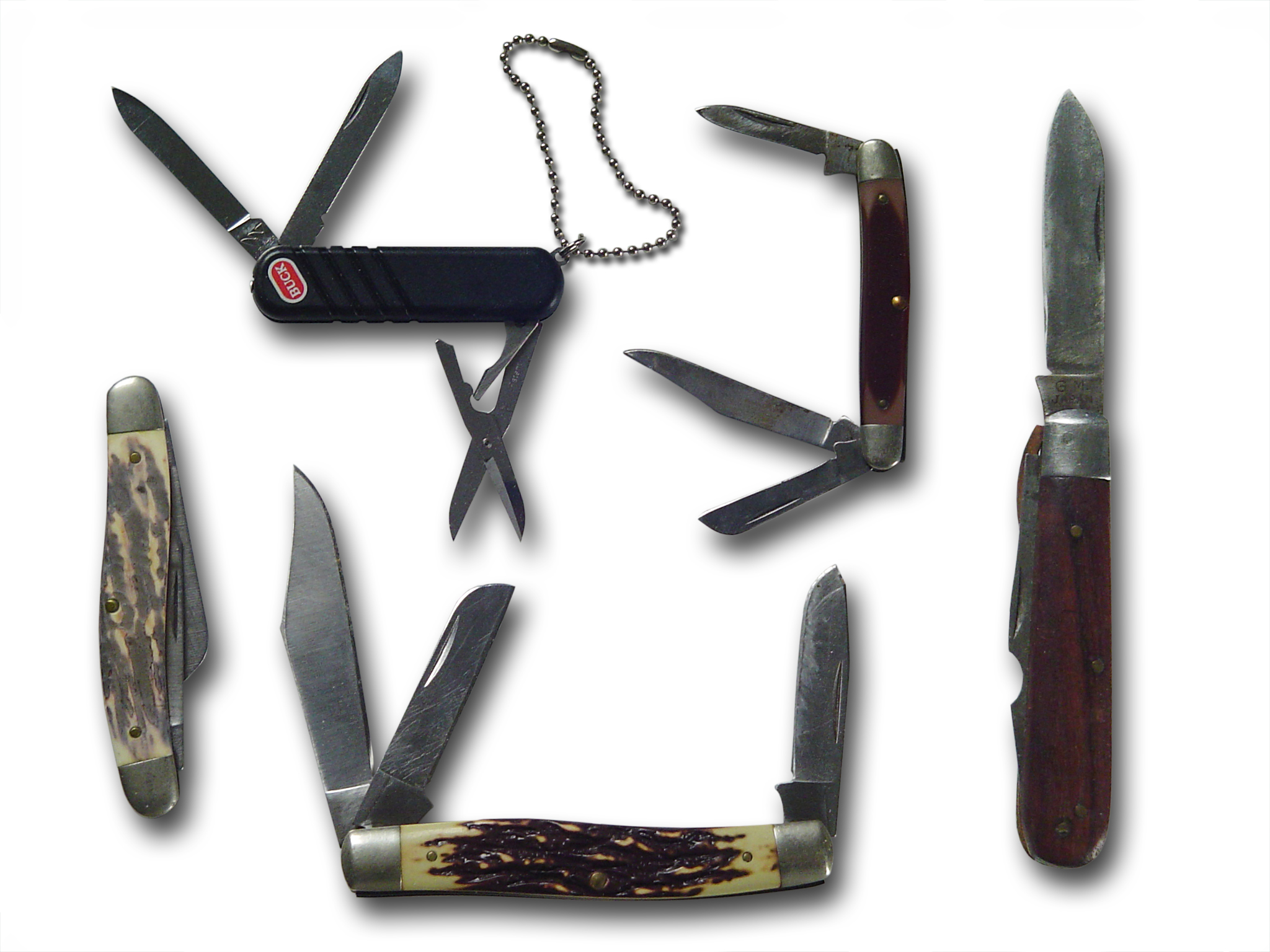
Verschiedene Taschenmesser

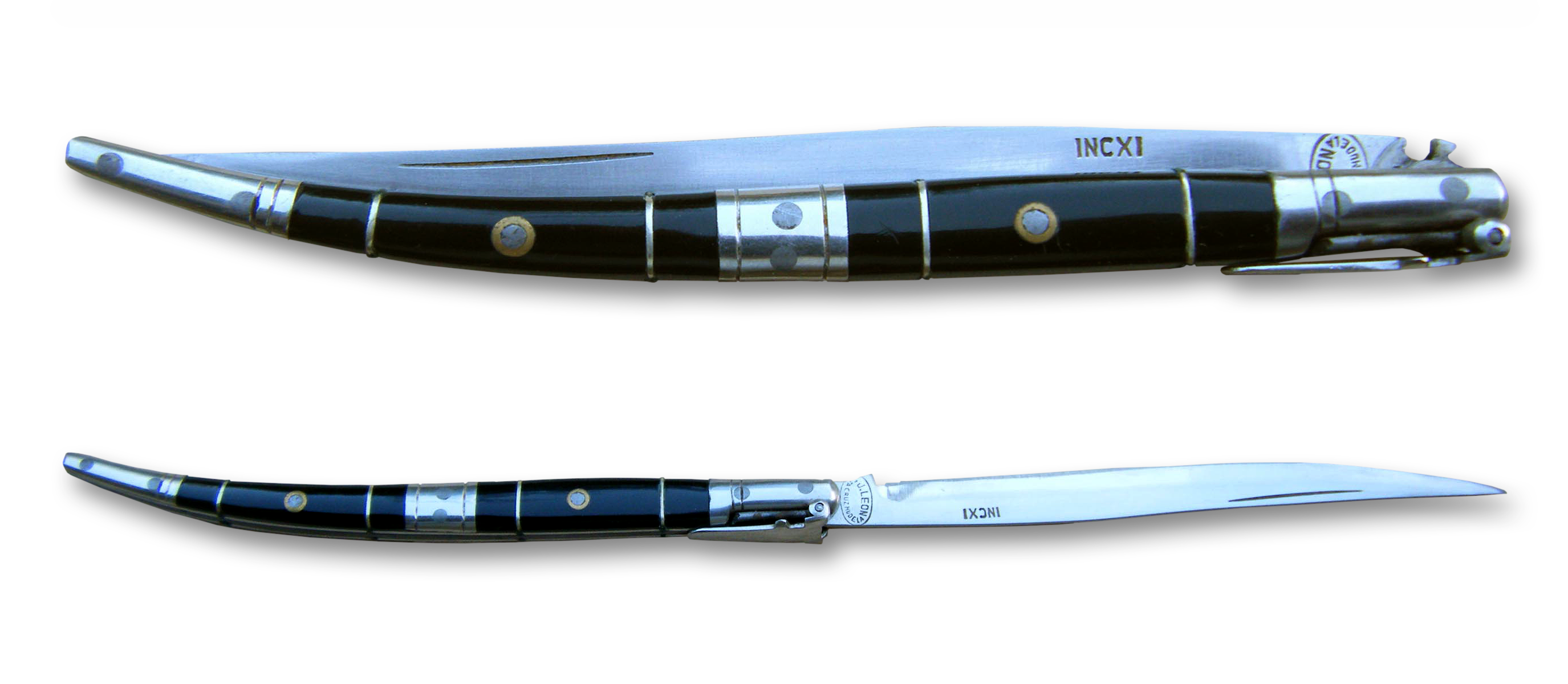
Spanisches Navaja

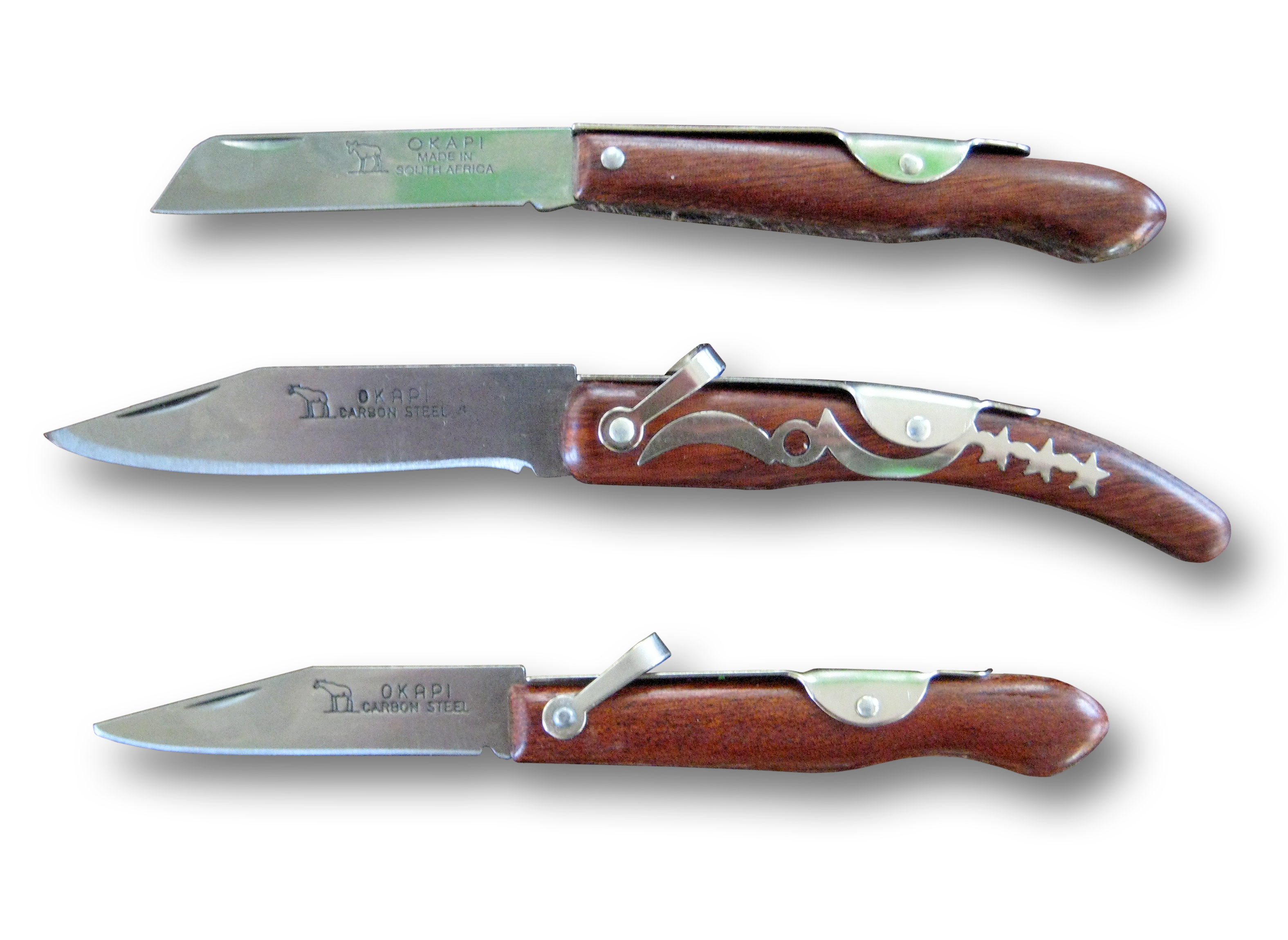
Südafrikanische Okapimesser

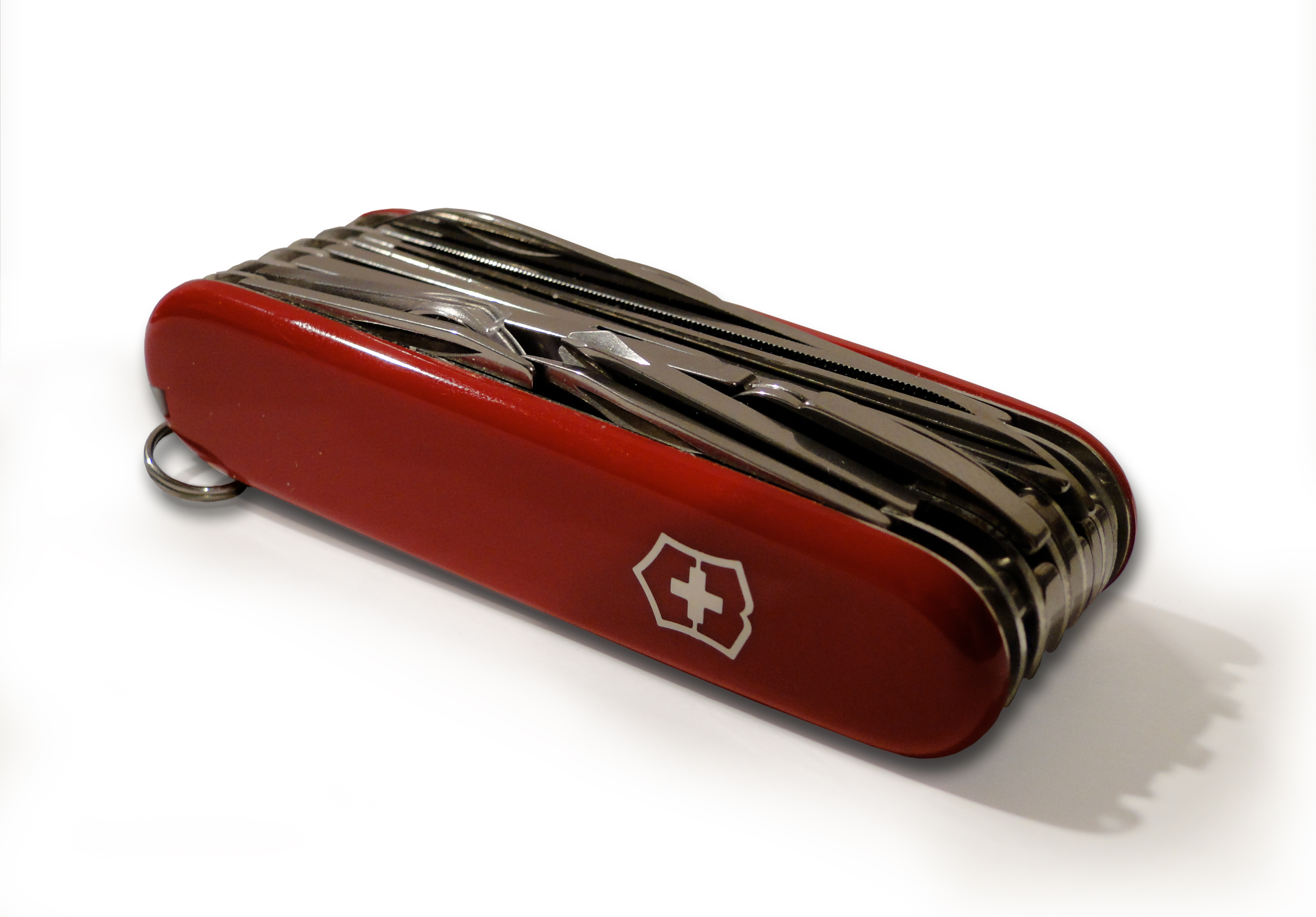
Schweizer Taschenmesser

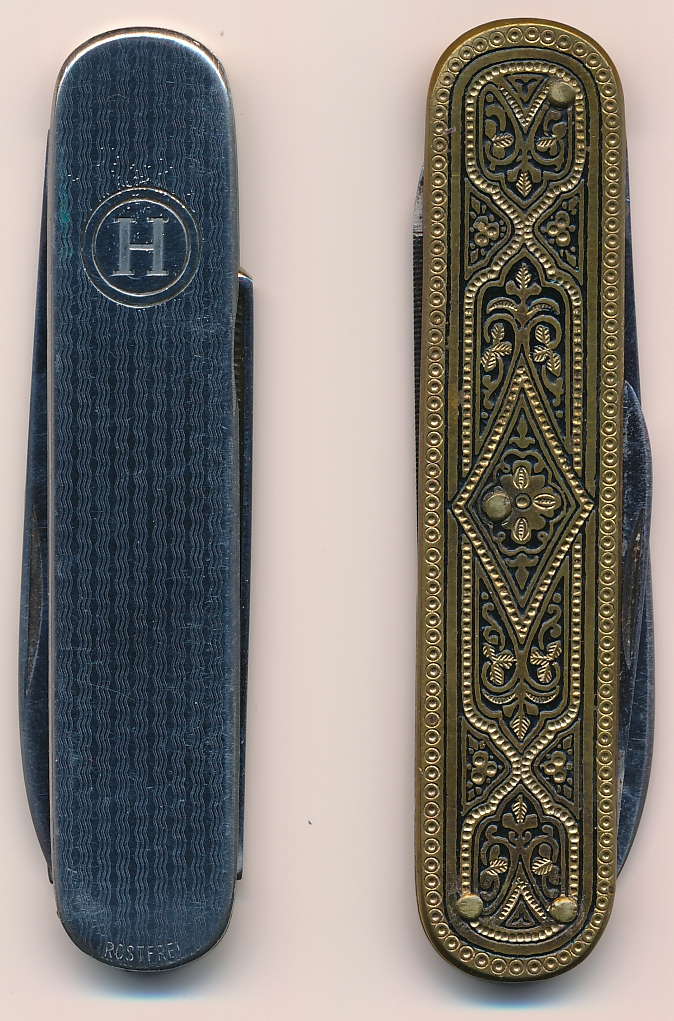
Ziselierte Taschenmesser

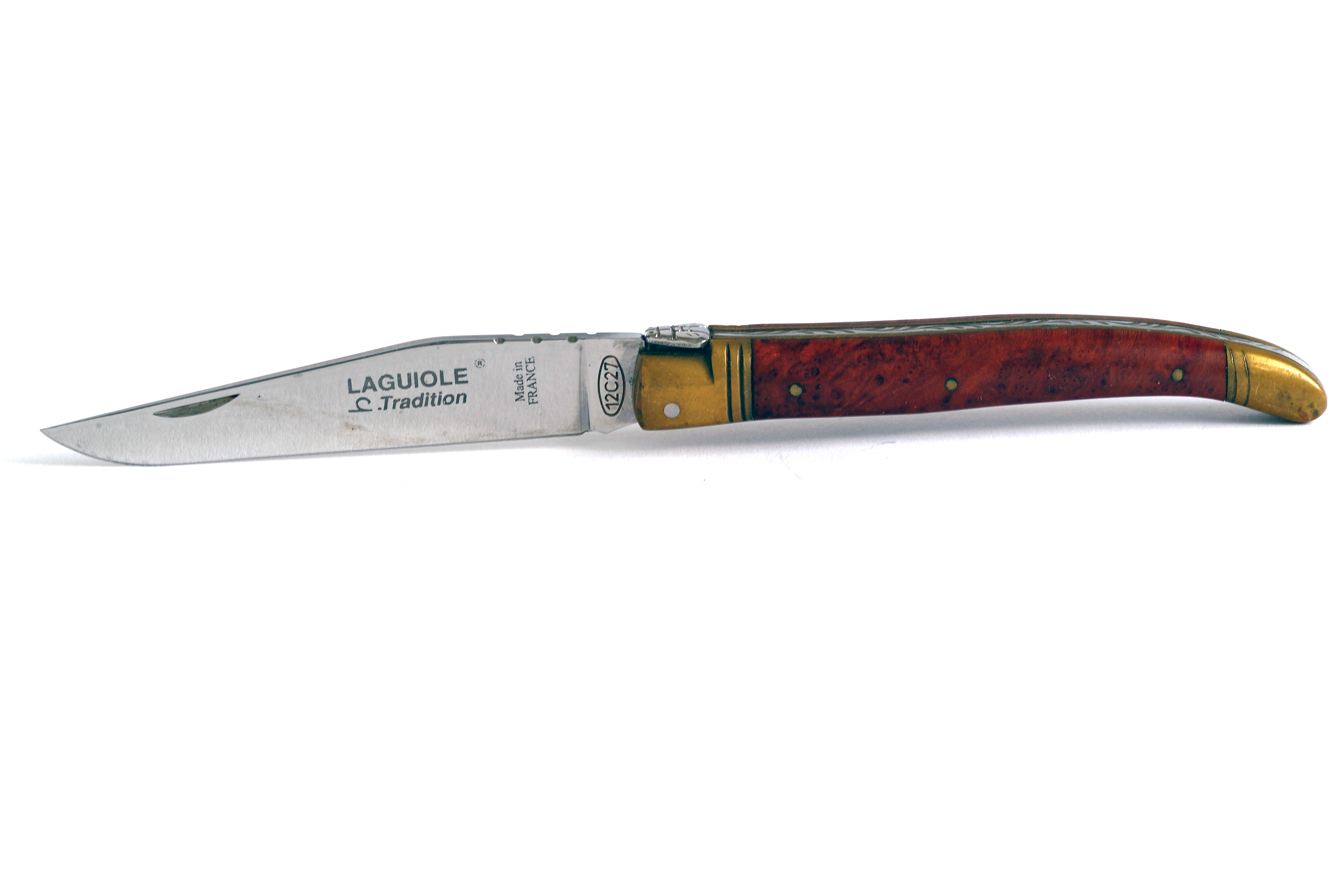
Traditionelles Laguiole-Taschenmesser, Frankreich

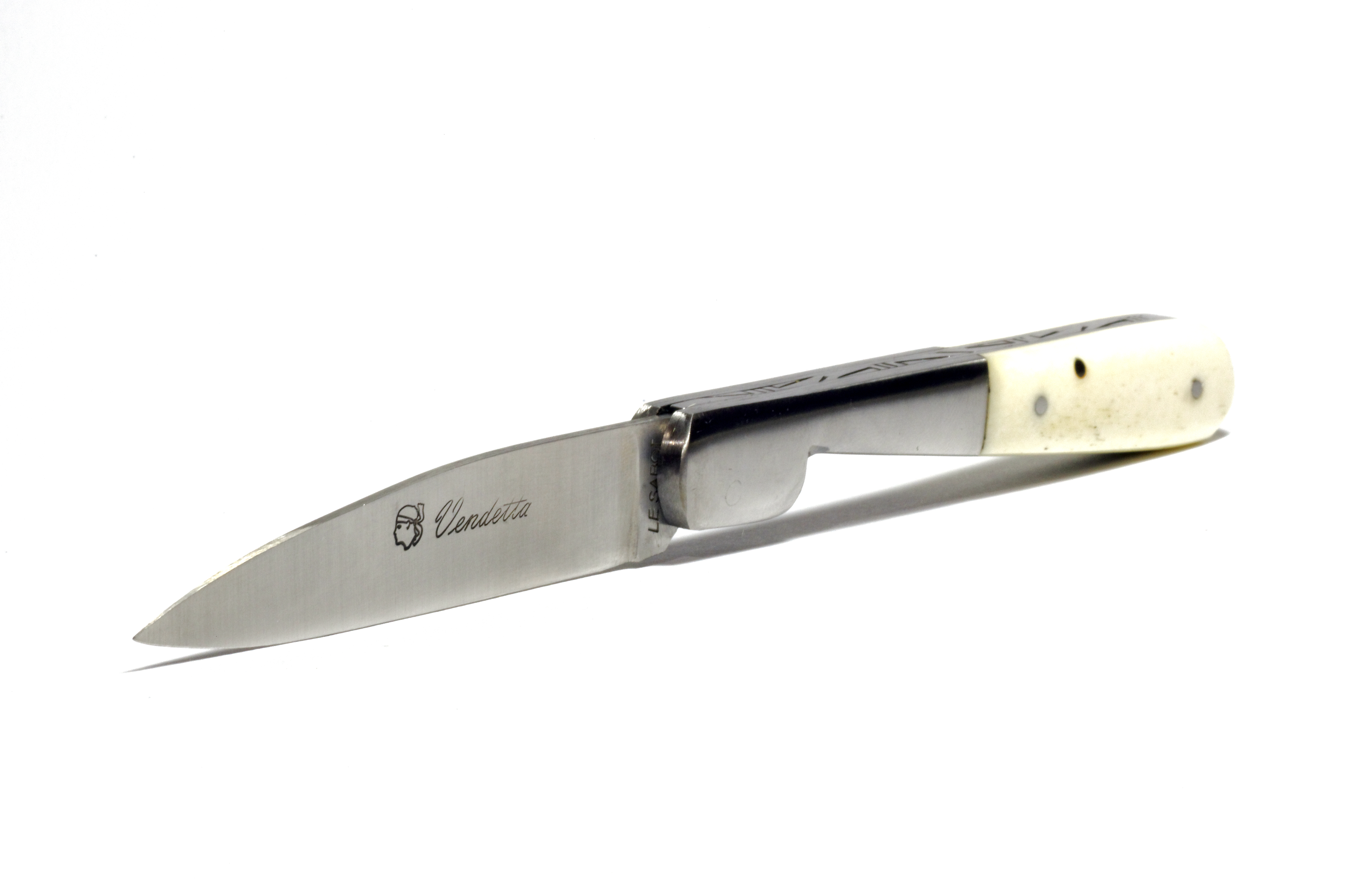
Traditionelles Vendetta-Taschenmesser, von au Sabot, Frankreich 2021

Ein Taschenmesser ist ein Messer, dessen Klinge zum gefahrlosen Transport in eine dafür vorgesehene Vertiefung des Heftes geklappt werden kann. Dadurch kann es auch in einer Tasche, z. B. Hosentasche, mitgeführt werden. Andere Bezeichnungen sind Klappmesser, Schließmesser, Fixiermesser, in Österreich Feitel (früher: Veitel) und in der Schweiz und Süddeutschland Sackmesser sowie Sackhegel.

## Geschichte

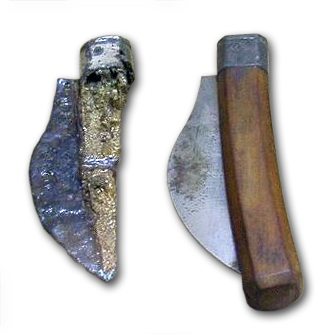
Römisches Taschenmesser
aus Gellep (links)
Moderne Rekonstruktion (rechts)

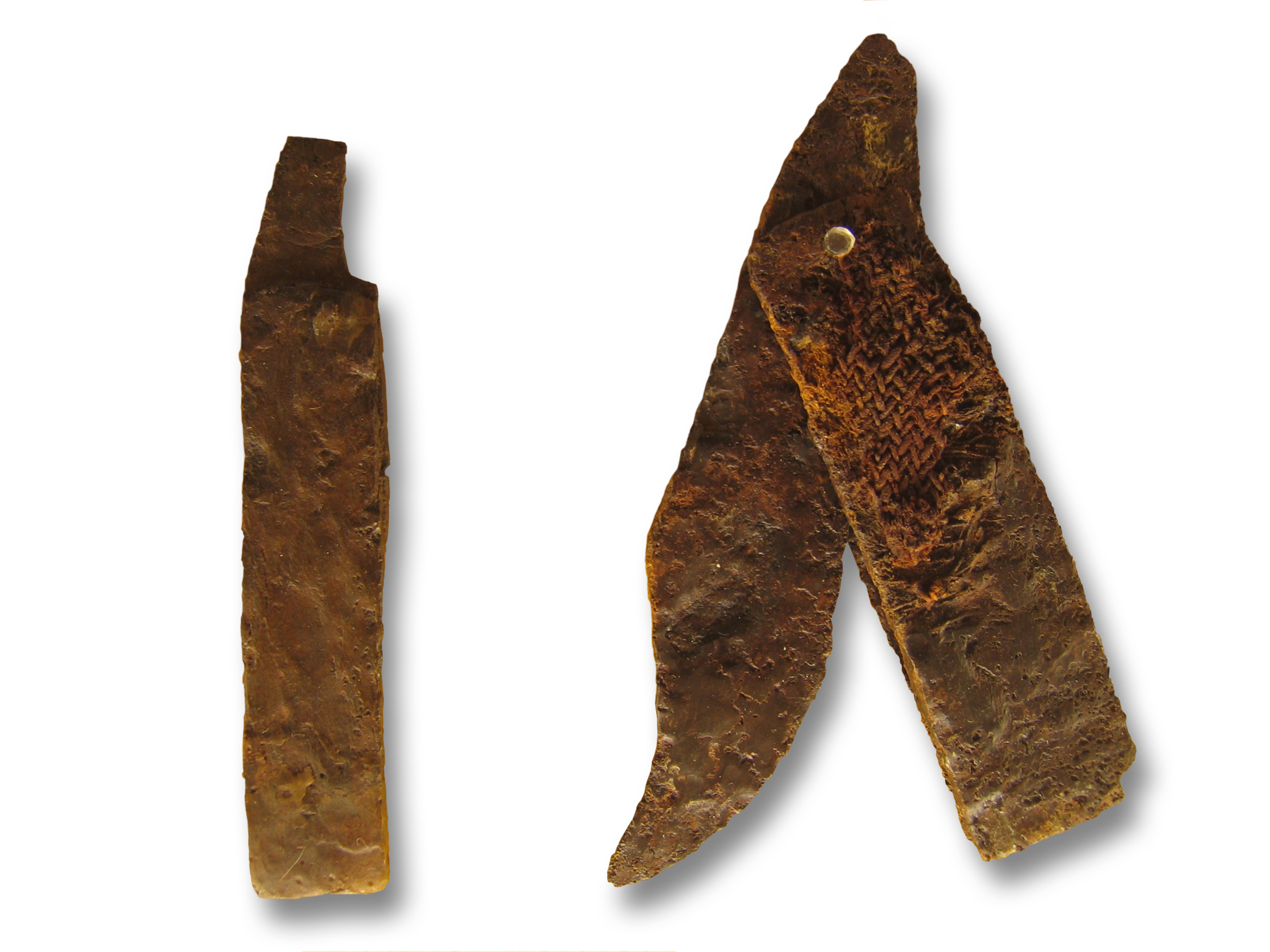
Zwei Klappmesser
aus dem 6. Jahrhundert

Das älteste bisher entdeckte Klappmesser stammt aus der Zeit zwischen 600 und 500 v. Chr. Das keltische Messer wurde in Hallstatt im Salzkammergut im Bundesland Oberösterreich gefunden und besaß eine Eisenklinge mit einem Heft aus Knochen.
Im ersten Jahrhundert verwendeten die Römer Taschenmesser aus Bronze. Diese kannten noch keine Verriegelungsmechanismen und mussten mit der Hand offen gehalten werden.
Im Mittelalter wurden klappbare Bauernmesser aus Eisen verwendet, die aus einer Klinge mit Erl bestanden, die beide zusammen beweglich mit einem Griff aus Holz verbunden waren. Im ausgeklappten Zustand lag der Erl auf dem Griff, so dass beide gemeinsam von der Hand umschlossen werden konnten. Im eingeklappten Zustand lag die Schneide des Messers in einem Schlitz des Griffs, so dass es gefahrlos umhergetragen werden konnte.
Die frühesten Navajas stammen aus dem Andalusien des 16. Jahrhunderts. Aus dem Navaja entwickelte sich dann in Südfrankreich das Laguiole-Messer, das im gleichnamigen Ort Laguiole hergestellt wurde.
Die Schweizer Armee verfügte im Januar 1891 die Einführung eines für alle Soldaten geeigneten Taschenmessers. Da zu diesem Zeitpunkt kein Schweizer Unternehmen die nötigen Produktionskapazitäten hatte, wurden die ersten 15.000 Messer im Oktober 1891 von der deutschen Messermanufaktur Wester & Co. aus Solingen geliefert. Ende 1891 übernahm dann die Firma Karl Elsener aus Ibach, Kanton Schwyz, die spätere Firma Victorinox, die Herstellung. Das Modell von 1891 hatte Griffschalen aus geschwärztem Eichenholz. Der Begriff Schweizer Offiziers- und Sportmesser wurde am 12. Juni 1897 als Handelsmarke eingetragen.

## Vor- und Nachteile von Taschenmessern
Taschenmesser sind klein, handlich und sicher zu transportieren. Der Vorteil eines Klappmessers besteht im einfachen Transport. Die Klinge kann schnell eingeklappt werden und das Messer benötigt keine Scheide. Damit verbunden ist der Nachteil der geringeren Stabilität des Gelenks. Durch seitwärtigen Druck auf die Messerbacken oder gratwärtigen Druck auf Schneide und Rücken kann es zum Ausleiern und Wackeln der Klinge kommen. Bei extremer Belastung kann der Verriegelungsmechanismus sogar versagen und somit ist das Verletzungsrisiko höher als bei feststehenden Messern.

## Gattungen der Taschenmesser
Taschenmesser werden anhand verschiedener Merkmale untergliedert. Häufig verwendet man dabei den Verriegelungs- sowie Öffnungsmechanismus.

### Einteilung nach Verriegelung
Für Klappmesser gibt es verschiedene Mechanismen, die verhindern, dass das Messer bei der Benutzung versehentlich schließt. Bei dieser Untergliederung werden die Messer einfach nach dem jeweiligen Mechanismus benannt, zum Beispiel Lockback-Messer für Messer mit Lockback-Verriegelung.
Für weitere Mechaniken siehe Abschnitt Arretierung.
Des Weiteren gibt es Messer ohne Verriegelung, die durch andere Techniken offengehalten werden.

#### Schwenkerlmesser

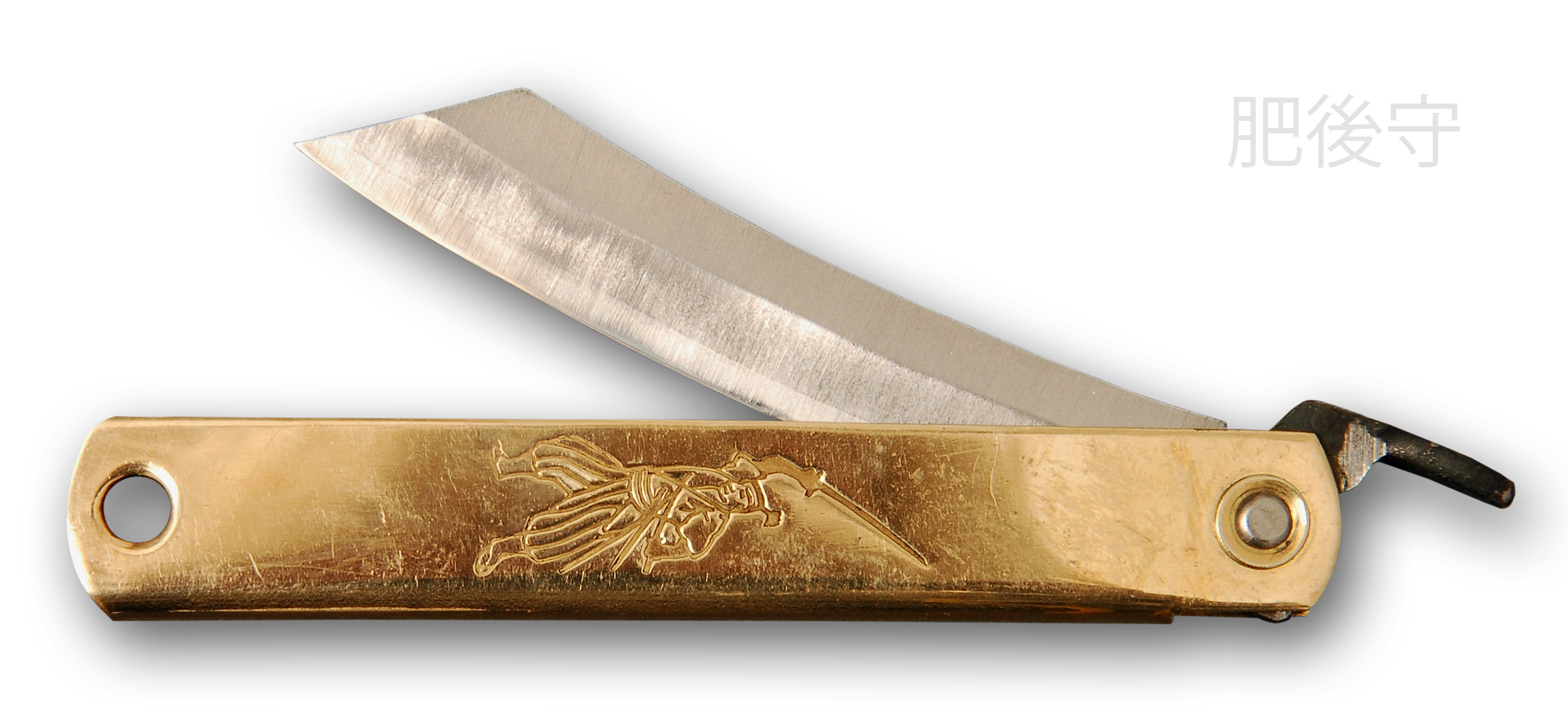
Japanisches Higonokami

Schwenkerlmesser (englisch friction folder) haben keine Verriegelungsmechanik. Sie werden lediglich durch Reibung geschlossen gehalten.
Sie haben einen Erl, der im geöffneten Zustand auf dem Griff aufliegt. Der Daumen drückt auf diesen und hält die Klinge dadurch offen.
Zu den Schwenkerlmessern zählen das mittelalterliche Bauernmesser samt seinen modernen Nachbauten mit langem Erl und das japanische Higonokami-Messer mit kurzem Erl.

#### Rutschgelenkmesser
Rutschgelenkmesser (englisch slip joint knives) besitzen eine Feder, die auf das Gelenk drückt. Im geöffneten und geschlossenen Zustand erhöht sie die Reibung und hält somit die Klinge in Position.
Sie ist keine sichere Arretierung, da zum Schließen lediglich die Federspannung überwunden werden muss.
Messer ohne diesen Mechanismus werden als freigelenkig (englisch free joint knives) bezeichnet.

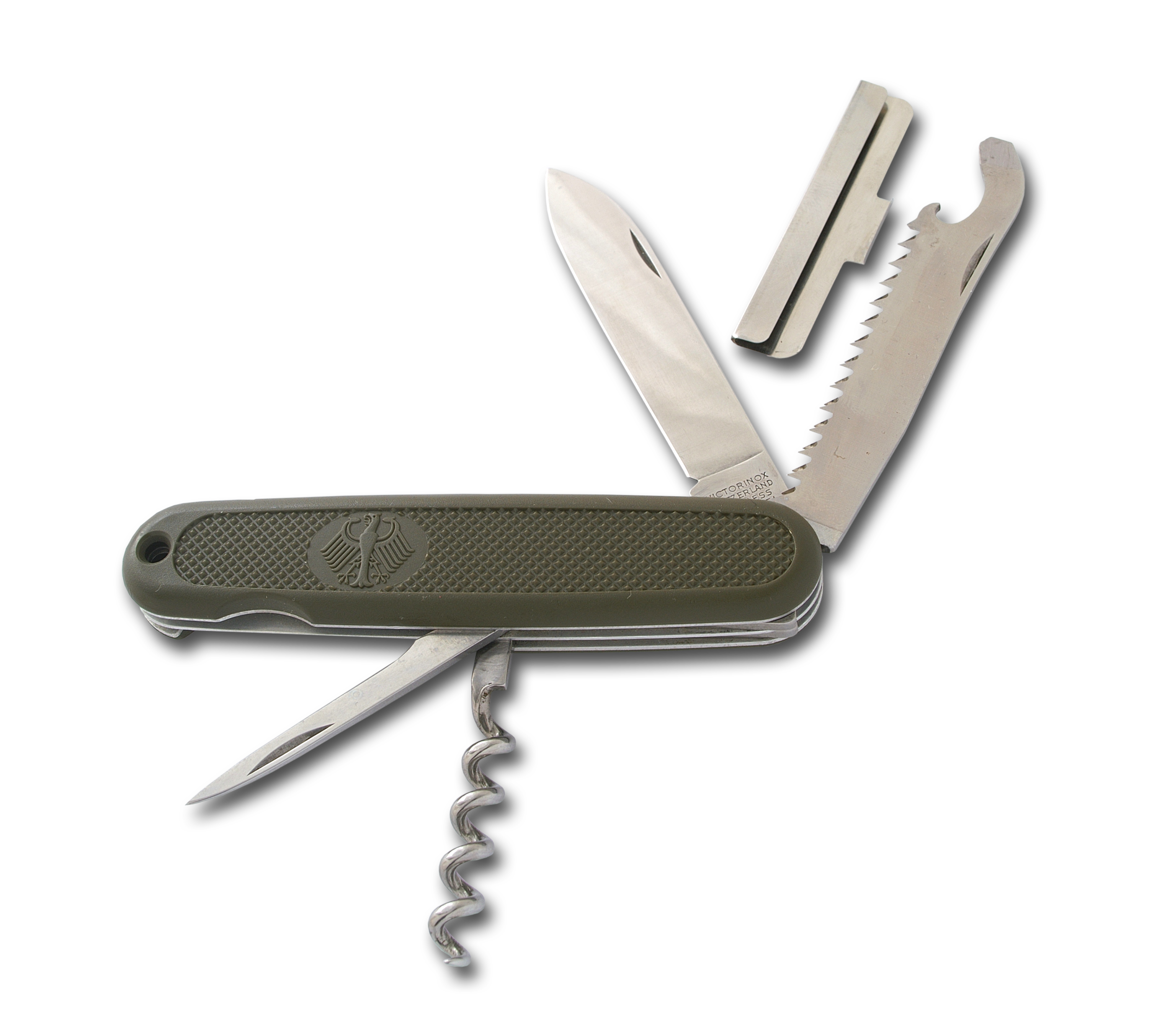
Zweihandmesser mit Nagelhau

### Einteilung nach Art der Öffnung
Hierbei unterscheidet man zwischen einhändig und zweihändig zu öffnenden Messern.

#### Zweihandmesser
Zweihandmesser sind Messer, die zum Öffnen beide Hände benötigen. Die eine Hand hält das Messer am Griff, die andere Hand klappt die Klinge entweder mit dem Daumennagelschlitz (auch Nagelhau, Nagelschlitz oder Daumenhieb) am Klingenrücken oder mit dem stumpfen Ende der Klinge auf.

#### Einhandmesser

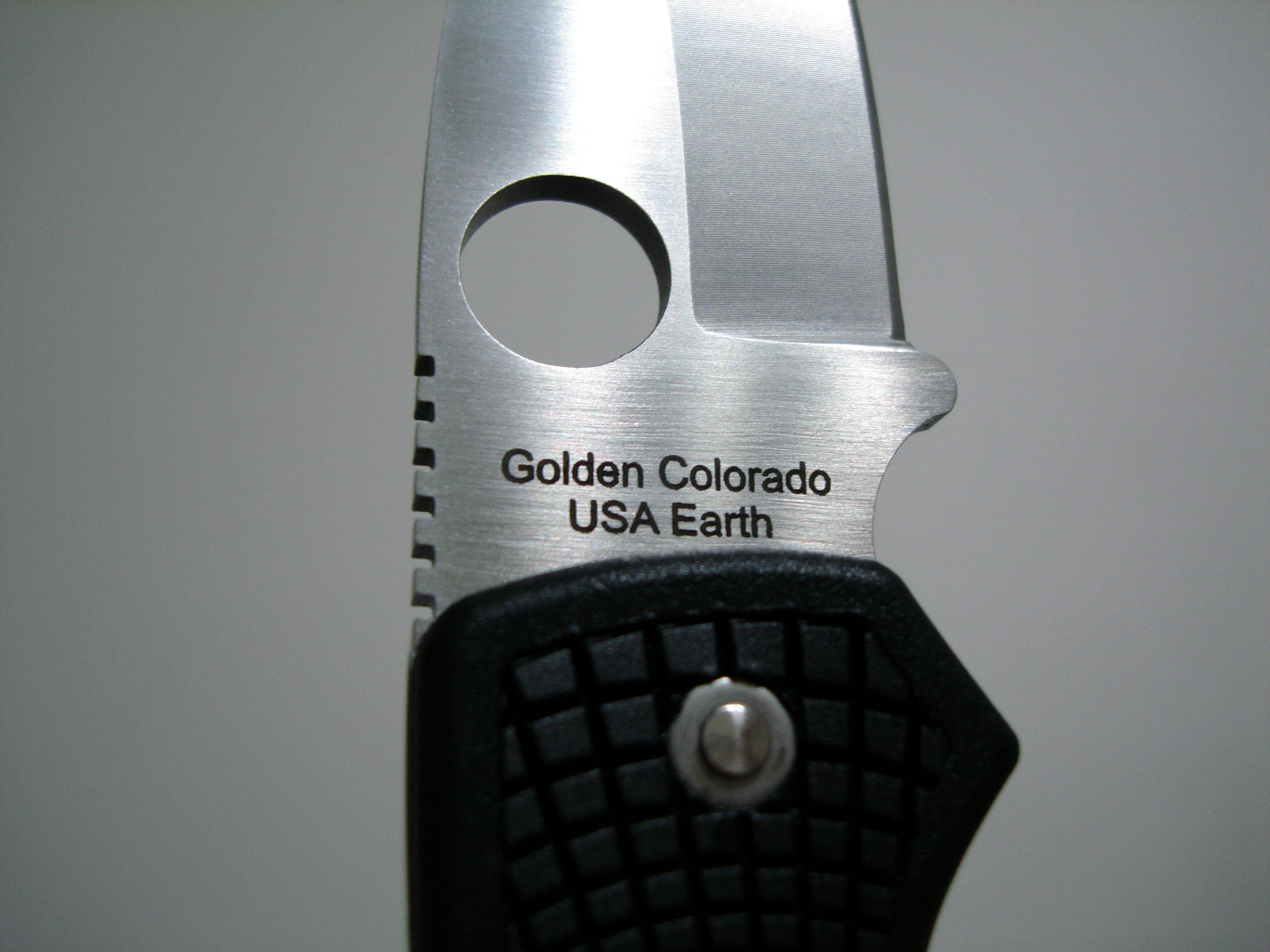
Einhandmesser mit Auge

Einhandmesser sind Messer, die sich mit einer Hand öffnen lassen, wobei die Klinge dann fest durch mechanische Sicherungen arretiert. Im engeren Sinne versteht man darunter vor allem Klappmesser, die durch Druck des Daumens in eine Bohrung (Daumenloch, Auge, Öse) in der Klinge, auf einen Noppen (Daumenstift, Pin) an der Klinge oder auf einen Hebel (Flipper) mühelos aufgeklappt werden können. Mit einer Hand zu öffnende Messer, bei denen die Klinge beim Öffnen nicht mittels einer mechanischen Verriegelung fest arretiert wird, sind keine Einhandmesser im Sinne des Gesetzes (vgl. § 42a Abs. 1 Nr. 3 WaffG), da es insoweit am Merkmal der „feststellbaren Klinge“ fehlt.

## Aufbau

### Klinge

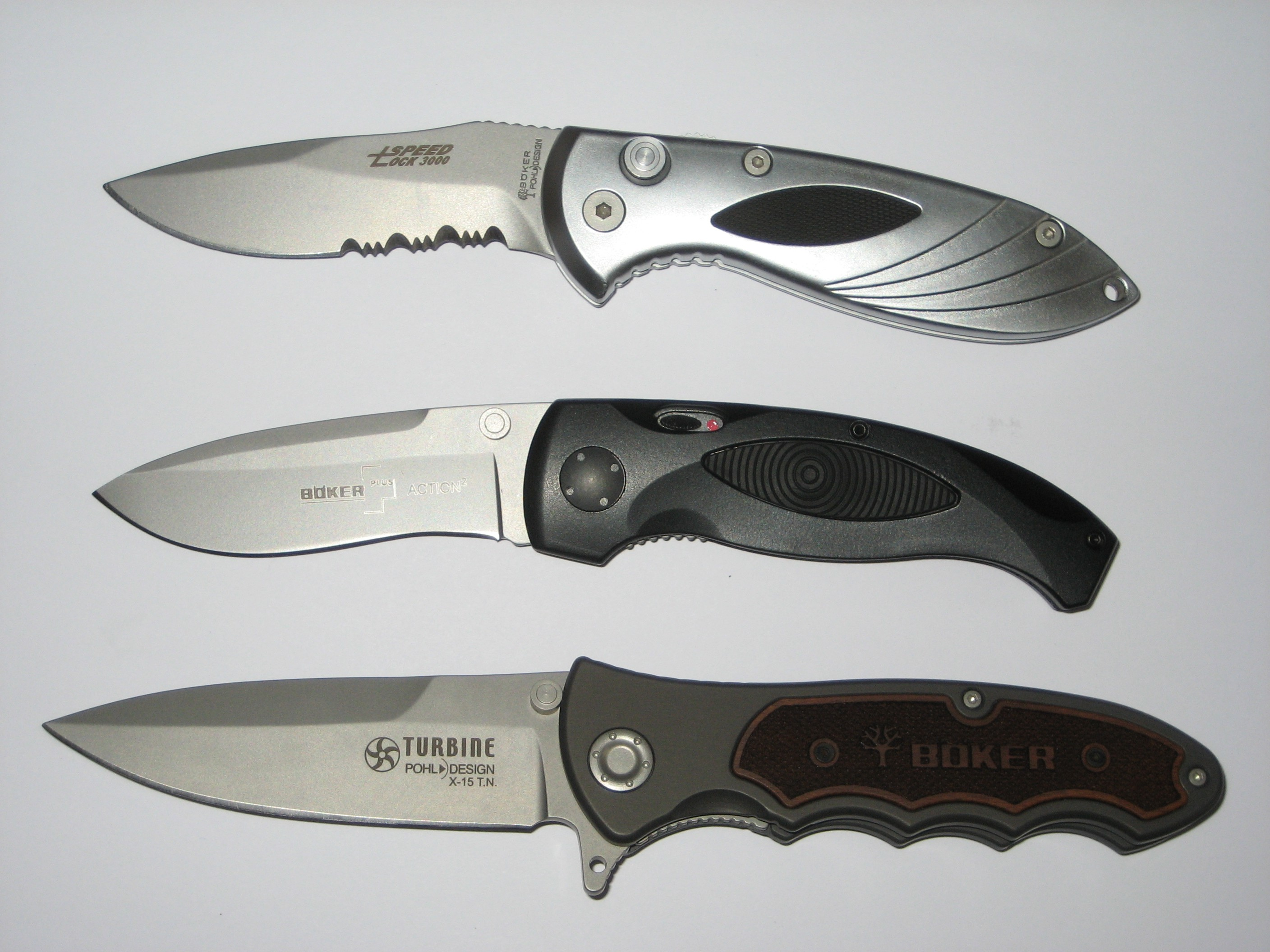
Messer mit Wellenschliff (oben), Recurveschneide (Mitte) und glatter Schneide

#### Klingenform
Ein wichtiges Kriterium bei der Auswahl des Messers ist die Klingenform und sollte den Gebrauchsanforderungen angepasst sein. Weit verbreitete Profile sind Drop-Point oder Clip-Point. Taktische Messer haben häufig Spear-Point- oder Tantōform, die ein leichteres Zustechen erlauben.
Die Klingen sind stets einschneidig und glatt oder wellig geschliffen. Oft ist die Klinge geteilt in einen glatten vorderen Teil und einen welligen hinteren Teil. Wellige Klingen sind von Vorteil beim ziehenden Schneiden von faserigem Schnittgut. Ist die Klinge allerdings sehr kurz, ist der Wellenschliff kaum sinnvoll, da er seine Stärke nur bei schnellerem Ziehen ausspielen kann. Außerdem sind die kleinen Zähne weniger schnitthaltig und schwieriger zu schleifen als glatte Schneiden. Sie können aber genauso auf einem Schleifstein geschärft werden.
Zum Schnitzen oder Schneiden von rundem Schnittgut eignet sich eine Recurveschneide. Dabei ist die Schneide konkav gewölbt. Ein großer Nachteil ist, dass sie nicht auf einem Bankstein geschliffen werden kann.

#### Öffnungshilfe
Anhand der Öffnungshilfen unterscheidet man zwischen einhändig und zweihändig zu öffnenden Messern. Ist gar keine Hilfe oder lediglich eine Rille für den Fingernagel angebracht, lässt sich das Messer nur zweihändig öffnen.
Klappmesser, die in Gelenknähe am Rücken der Klinge einen Noppen (Daumenstift, Pin) oder eine Bohrung (Daumenloch, Auge) für den Daumen aufweisen, lassen sich auch ohne Springfeder mit dem Druck des Daumens einer Hand aufklappen. Dasselbe gilt für Klappmesser, die in Gelenknähe am Bauch der Klinge eine Nase (Flipper) aufweisen, die im geschlossenen Zustand am Rücken des Griffs herausragt.
Im geöffneten Zustand dient der Flipper als kurze Parierstange.
Diese sogenannten Einhandmesser unterliegen in vielen Staaten besonderen Restriktionen bezüglich Besitz, Einfuhr und Führung.

#### Weitere Elemente an der Klinge
Häufig befindet sich am Klingenrücken in Gelenknähe eine Daumenauflage, die zur Verbesserung des Halts beiträgt. Diese besteht aus einer Riffelung oder Erhöhung des Klingenrückens.
Die sogenannte Hohlkehle ist eine rinnenförmige Vertiefung im oberen Bereich des Klingenspiegels. Sie dient als Verzierungselement und macht die Klinge leichter.

### Gelenk
Die Klinge eines Klappmessers kann beim Aufklappen des Klappmessers entweder frei beweglich sein oder am Rücken des Griffs entlangrutschen. Im ersten Fall spricht man von einem freigelenkigen Klappmesser, im letzteren Fall von einem rutschgelenkigen Klappmesser.
Zu den freigelenkigen Messern zählen das Opinel-Messer sowie alle Schwenkerlmesser (mittelalterliches Bauernklappmesser, japanisches Higonokami-Messer) und alle Fallmesser (Balisong-Messer, Jakobsleiter-Messer, Pantograph-Messer).
Alle übrigen Klappmesser haben ein Rutschgelenk, das aufgrund der Reibungskraft zwischen Klingengelenk und Rückenfeder das unbeabsichtigte Zusammenklappens erschwert, jedoch nicht gänzlich verhindert. Eine definitive Sicherung vor dem unbeabsichtigten Zusammenklappen eines Messers ist jedoch nur durch eine feste Verriegelung der Klinge mit dem Griff zu erreichen.

### Arretierung
Um das unbeabsichtigte Wiedereinklappen der Klinge zu vermeiden, haben viele Taschenmesser eine Verriegelung (eng. lock). Die ausgeklappte Klinge von Klappmessern kann über einen Schlitzring, eine Rückenfeder, eine Wippe, eine Seitenfeder oder die Griffschale verriegelt werden.

#### Schlitzring-Verriegelung (Slotring Lock)
Die ausgeklappte Klinge wird durch Drehen des Schlitzrings (Ring mit querem Schlitz) über dem Klappgelenk am Vorderende des Griffs verriegelt, so dass die Klinge nicht mehr durch den Schlitz gleiten kann. Entriegelt wird durch Zurückdrehen des Schlitzrings, so dass die Klinge wieder durch den Schlitz des Schlitzrings in die Klingenbucht des Griffs zurückgeklappt werden kann. Beispiel für ein Klappmesser mit Schlitzring-Arretierung ist das Opinel-Messer. Der Schlitzring wird von Opinel drehbarer Sicherheitsring bzw. Virobloc genannt. Der Vorteil dieser Arretierung ist, dass das Messer sowohl im ausgeklappten, wie auch im eingeklappten Zustand verriegelt werden kann. Die englische Bezeichnung für die Schlitzring-Verriegelung lautet nach dem englischen Wort für Schlitzring slotring lock.

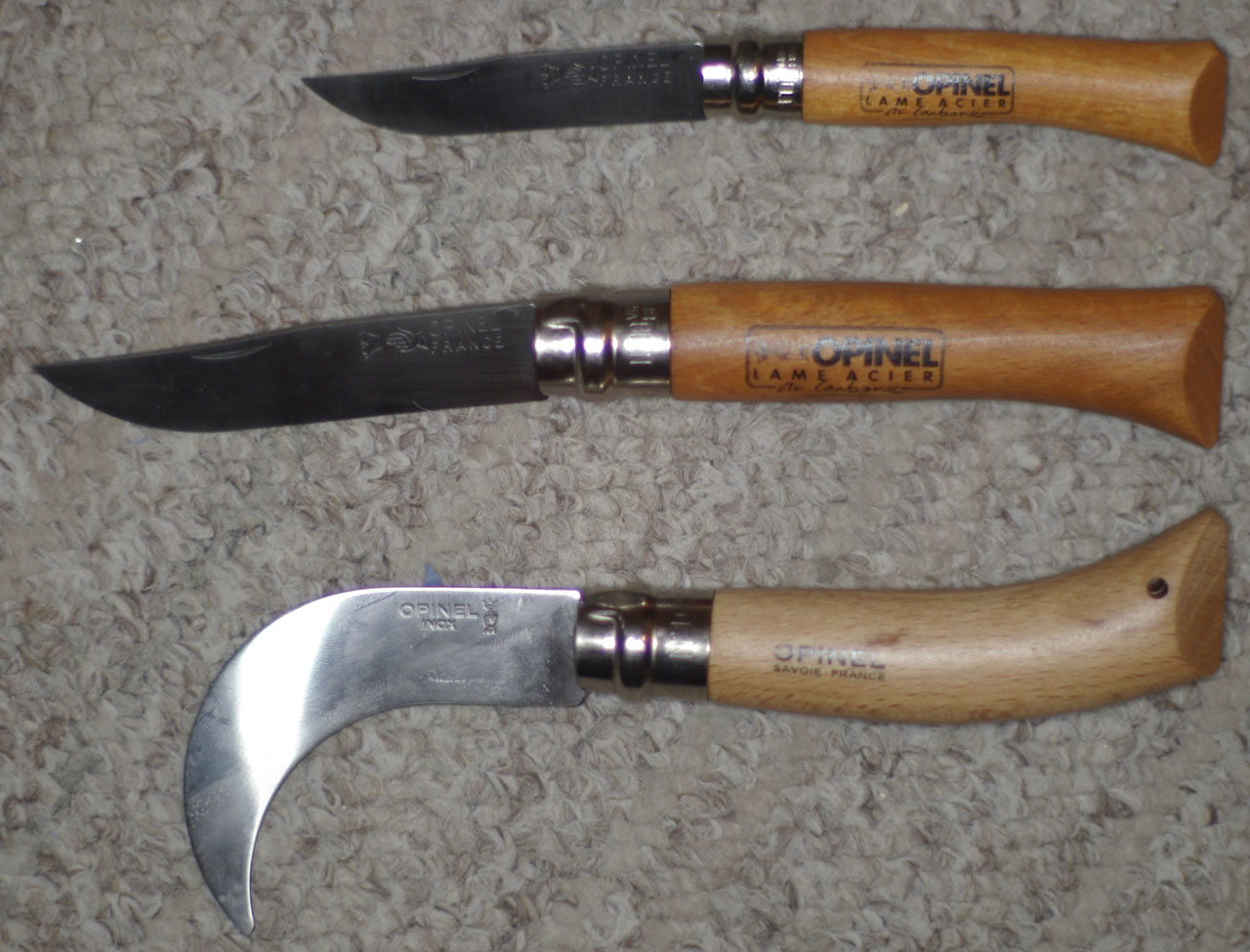
Opinel-Messer
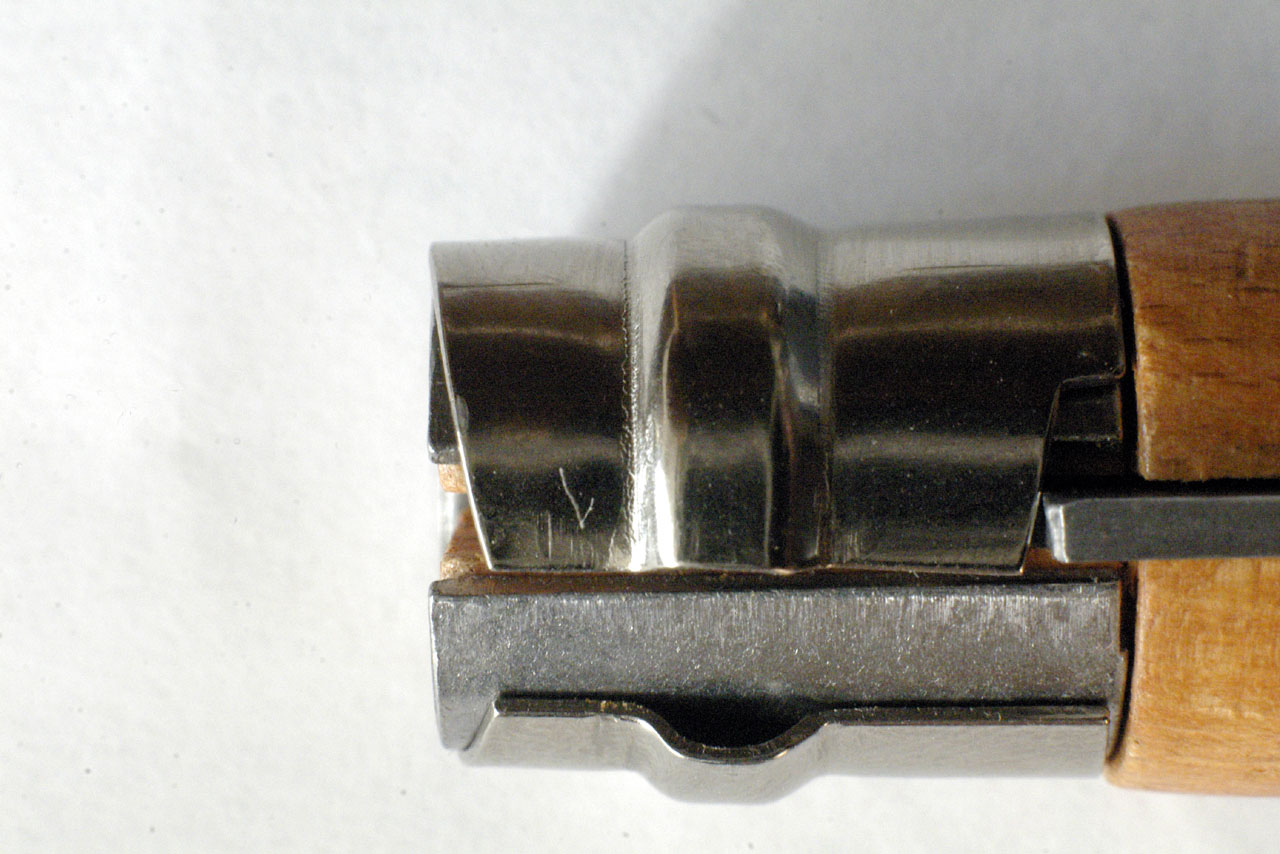
Klingenschlitz geschlossen
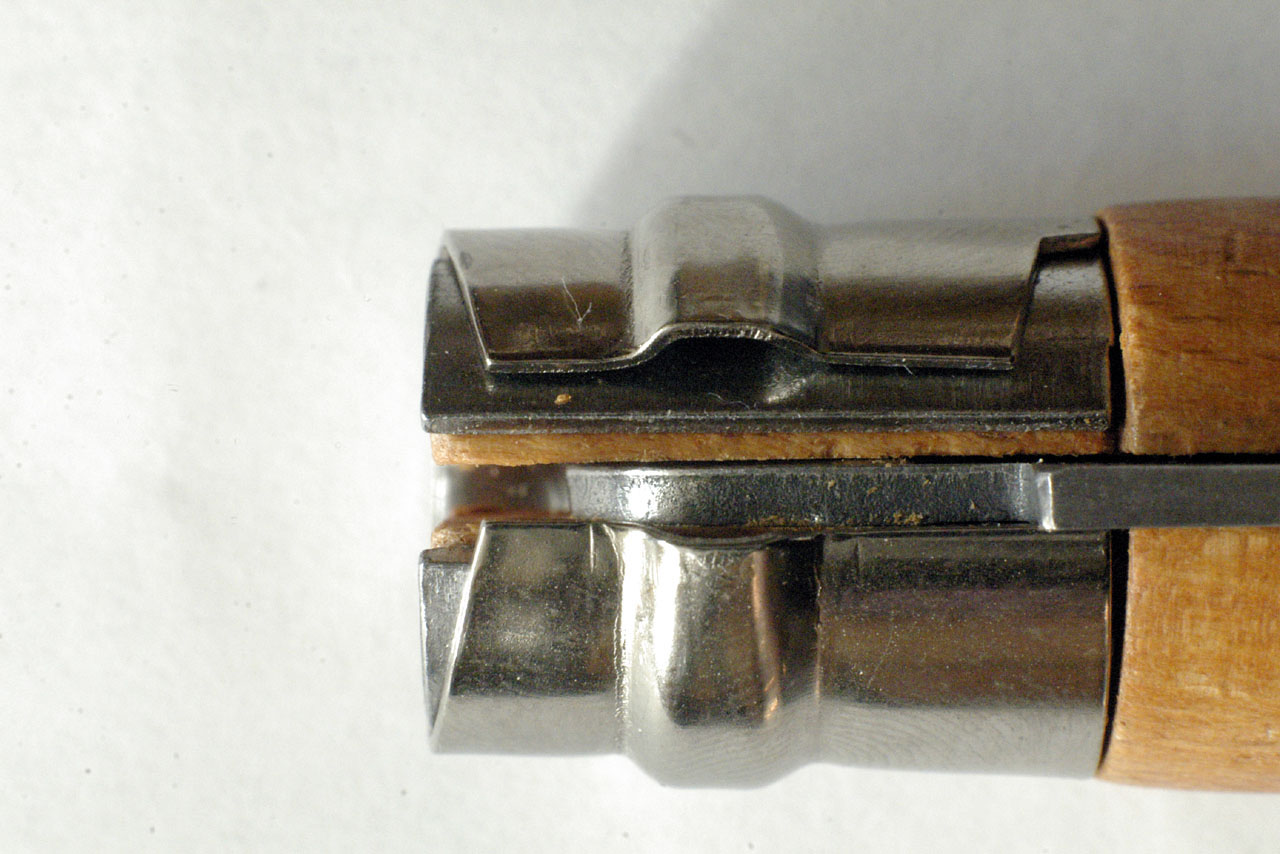
Klingenschlitz offen

#### Rückenfeder-Verriegelung = Lever-Lock

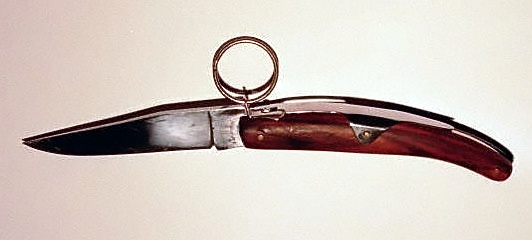
Rückenfeder-Verriegelung
mit Ring zum Entriegeln
am Vorderende des Griffs

Die ausgeklappte Klinge wird durch Zähne am Klingengelenk verriegelt, die in einen Schlitz der Rückenfeder passen, die nach Einrasten der Zähne in den Schlitz wieder zurückfedert. Die Zahn-Verriegelung wird entriegelt, in dem die Rückenfeder entweder durch Zug an einem Ring oder durch Drücken eines Hebels angehoben wird, so dass das Klingengelenk wieder frei drehbar ist. Bei manchen spanischen Navaja-Messern wurden die Zähne zu einem Zahnkranz erweitert, der wie der Zahnkranz in einer Ratsche (span. Carraca) funktioniert und beim Auf- und Zuklappen des Messers ein warnendes Knarren von sich gibt. Die englische Bezeichnung für die Rückenfeder-Verriegelung wird nach dem englischen Wort für Hebel (wegen der hebelartigen Funktion der Rückenfeder) lever lock genannt.

#### Wippen-Verriegelung = Back-Lock

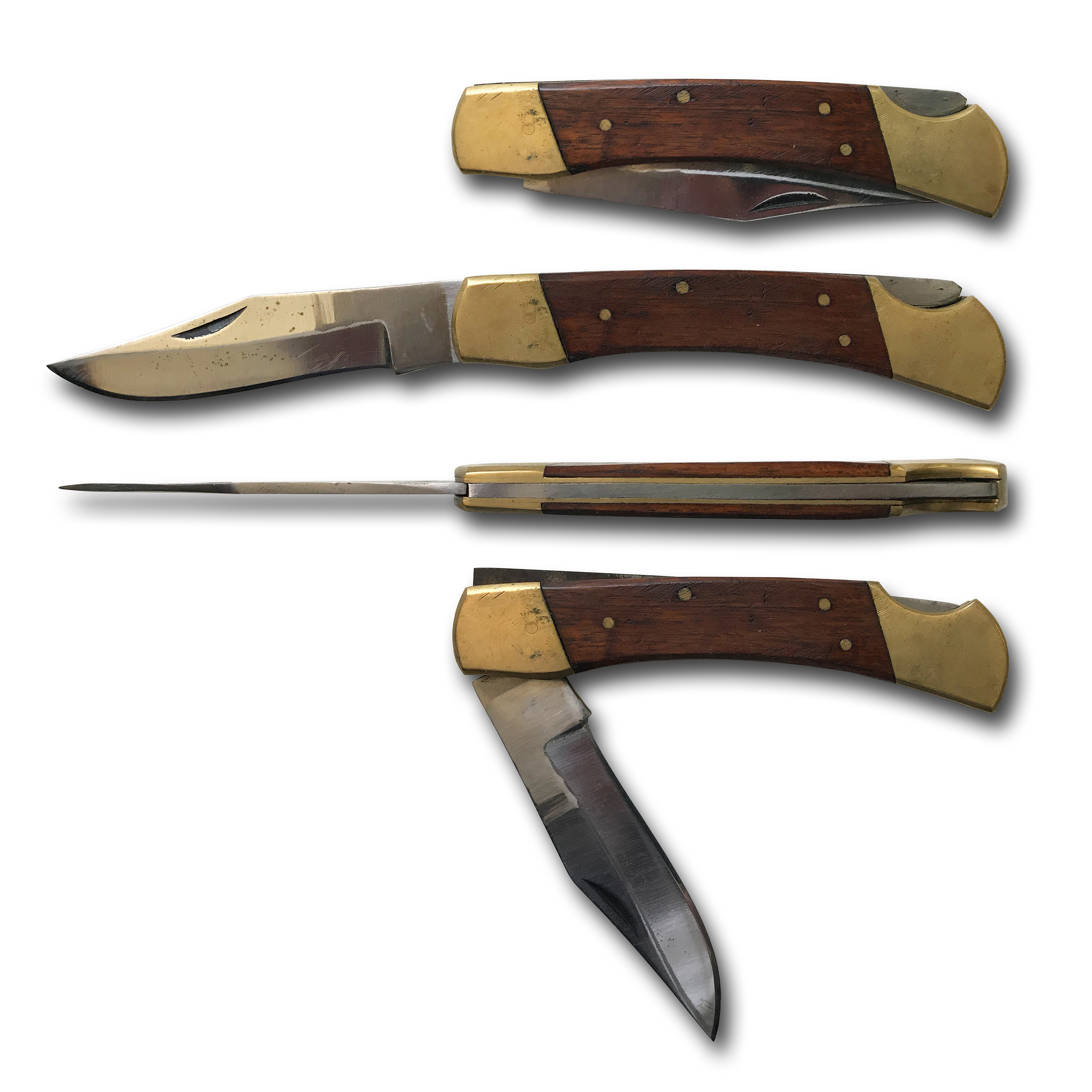
Wippen-Verriegelung mit Mulde zum Entriegeln der ausgeklappten Klinge am Hinterende des Griffs

Die ausgeklappte Klinge wird durch eine lange Wippe hinter dem Klappgelenk verriegelt, die zwischen den Platinen im Innern des Griffs untergebracht ist, so dass ein Haken am Vorderbalken der Wippe in eine Nut am Klappgelenk der Klinge einrasten kann. Entriegelt wird die Klinge entweder durch Hochheben des Vorderbalkens der Wippe durch einen Ring bzw. Hebel oder durch Niederdrücken des Hinterbalkens in eine Delle im Griffrücken. Je nach Lage der Delle am Griffrücken vorn (eng. front), mittig (eng. mid) oder hinten (eng. back) unterscheidet man zwischen einem front lock, mid lock oder back lock Messer. Backlocks werden auch lock backs genannt. Beide Bezeichnungen sind gebräuchlich. Die meisten Messer mit Wippen-Verriegelung sind back locks, da ein langer Hebelarm weniger Kraft zum Entriegeln erfordert als ein kurzer. Korrekterweise müsste man eigentlich nicht von Verriegelung, sondern von Entriegelung (eng. unlock) sprechen. Die englische Bezeichnung für die Wippen-Verriegelung lautet nach dem englischen Wort für Wippe seesaw lock.

#### Seitenfeder-Verriegelung = Liner-Lock

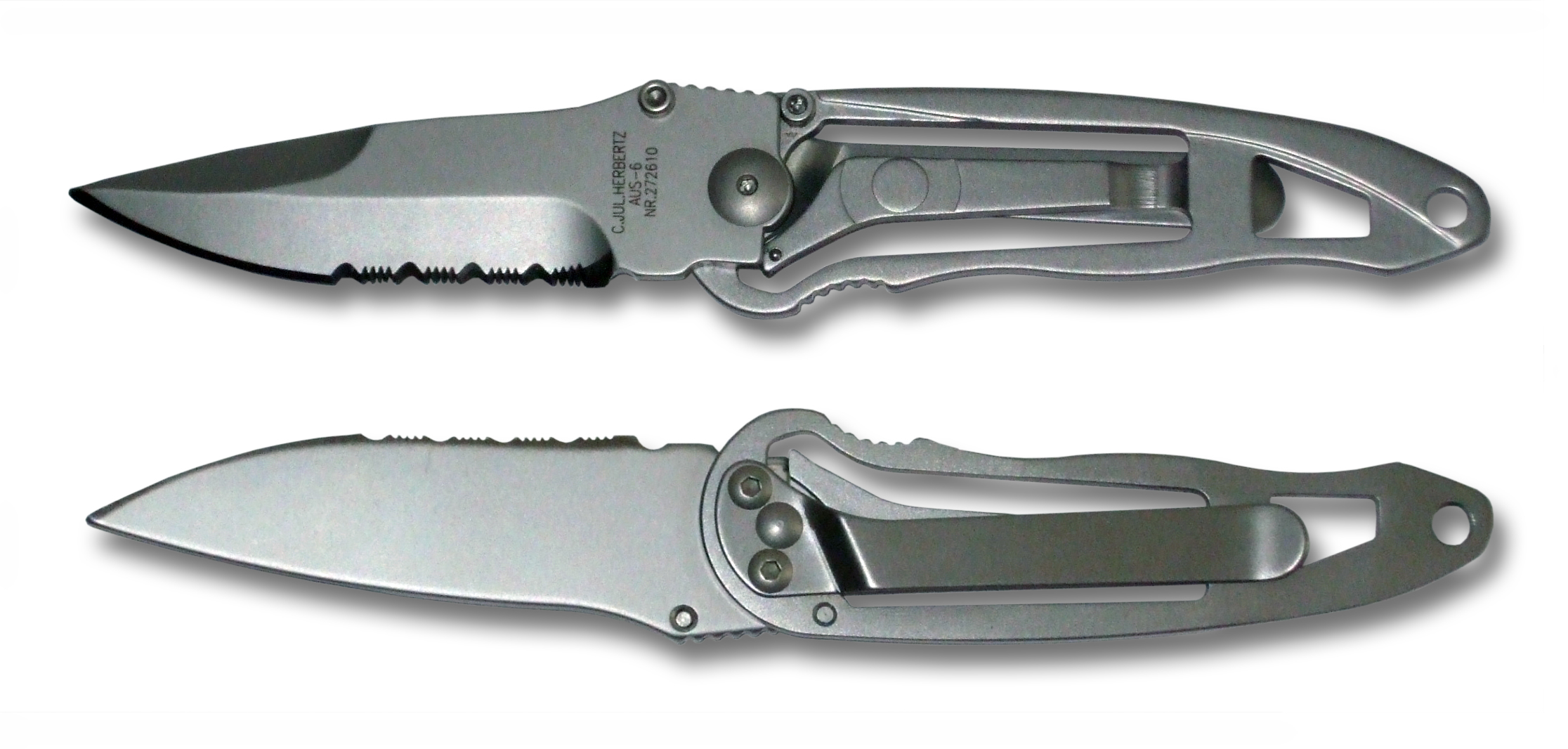
Seitenfeder-Verriegelung
im Innern des Griffs

Die ausgeklappte Klinge wird von einer seitlichen Blattfeder neben dem Klappgelenk verriegelt, die zwischen den Platinen im Innern des Griffs untergebracht ist, so dass die Seitenfeder an der Klinge einrasten kann. Entriegelt wird durch Druck auf die Seitenfeder (entweder direkt oder durch einen Druckknopf), so dass der Nocken wieder aus der Nut herausgezogen wird. Die englische Bezeichnung für die Seitenfeder-Verriegelung wird nach dem englischen Wort für Seitenplatine liner lock genannt.

#### Griffschalen-Verriegelung = Frame-Lock

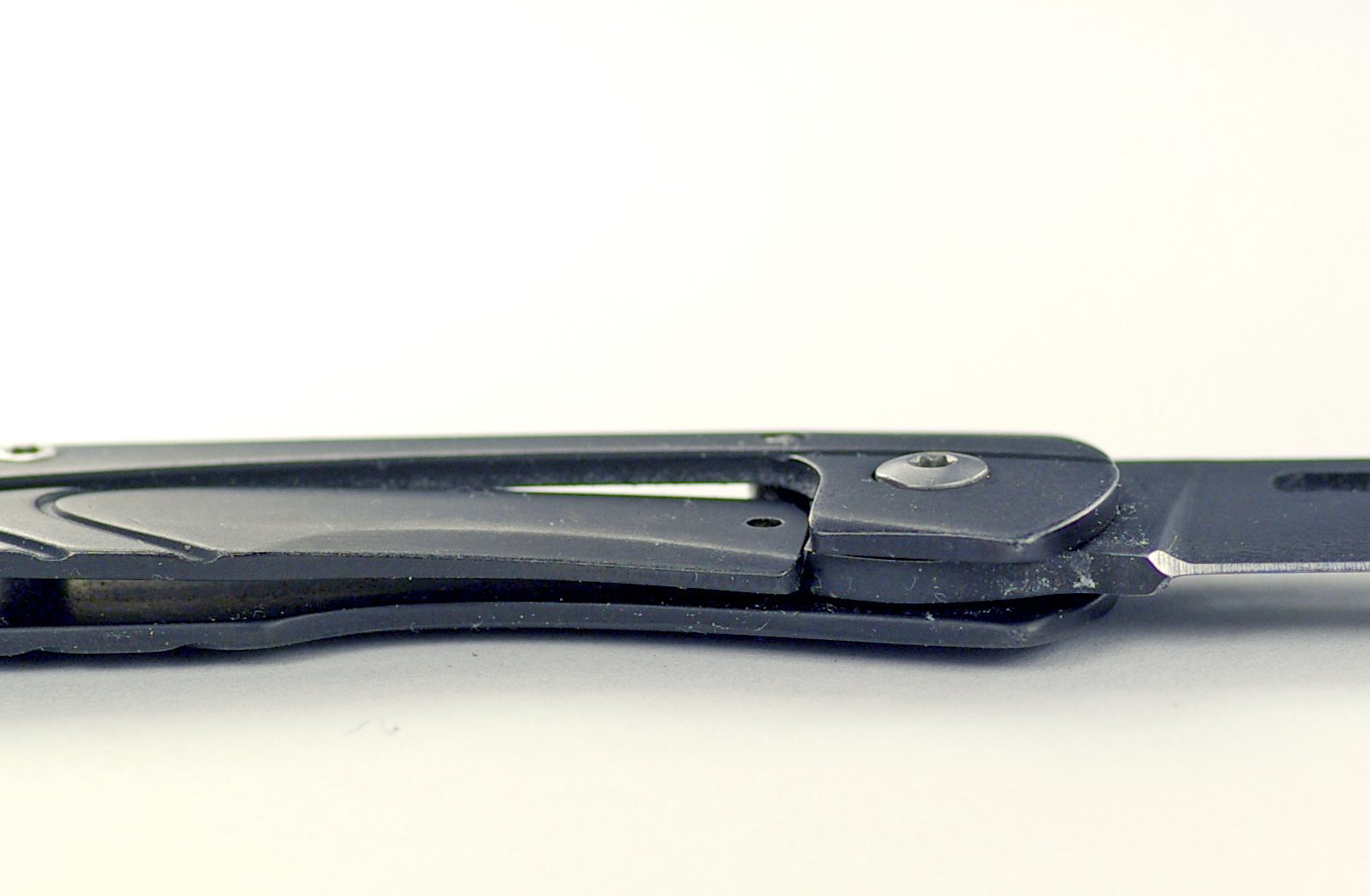
Griffschalen-Verriegelung
an der oberen Griffschale

Der Frame-Lock ist eine Variation des Liner-Locks. Hierbei dient ein Teil der Griffschale als Seitenfeder. Entriegelt wird durch Druck auf die Griffschale. Die englische Bezeichnung für die Griffschalen-Verriegelung wird nach dem englischen Wort für Griffschale frame lock genannt.

#### Bolzen-Verriegelung = Axis-Lock

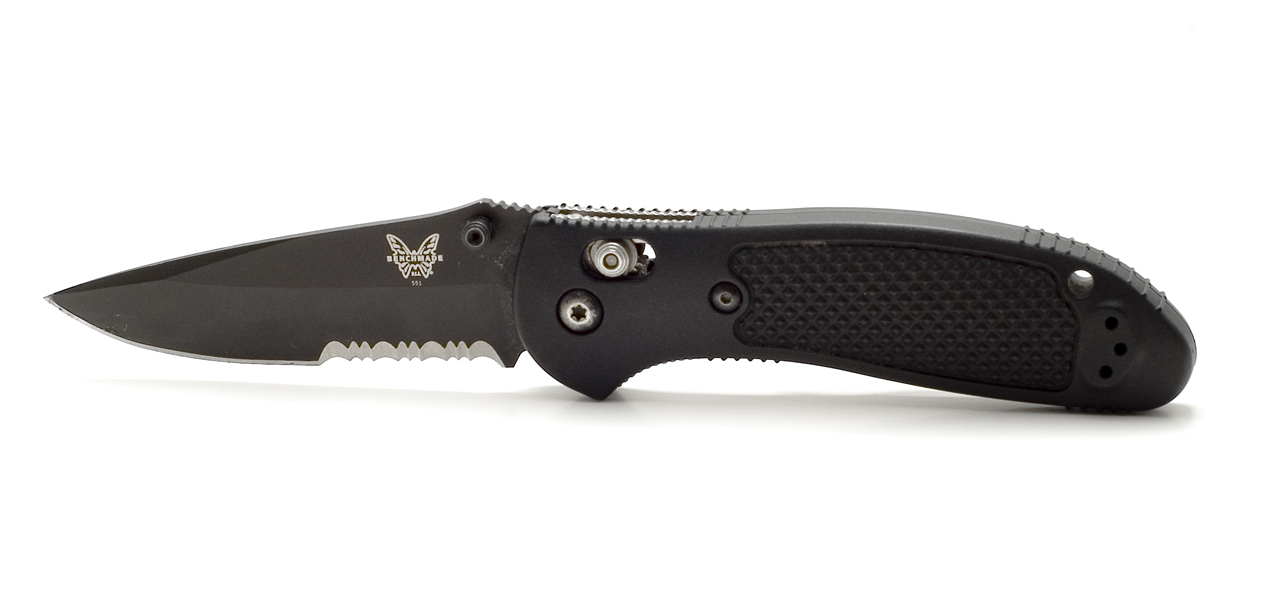
Bolzen-Verriegelung über der Achse des Klingengelenks

Die ausgeklappte Klinge wird von einem querliegenden Bolzen über dem Klappgelenk verriegelt, der mittels einer U-förmigen Feder in eine Nut am Klappgelenk der Klinge einrastet. Entriegelt wird durch Verschieben des Bolzens, indem der querliegende Bolzen wieder aus der Nut herausgezogen wird. Da der Bolzen querliegt, kann er sowohl auf der rechten als auch auf der linken Seite betätigt werden. Damit ist diese Verriegelungsart für Rechts- und Linkshänder gleichermaßen geeignet. Die englische Bezeichnung für die Bolzen-Verriegelung wird nach dem englischen Wort für Achse (wegen der achsennahen Lage des Bolzens) axis lock genannt.

### Griff

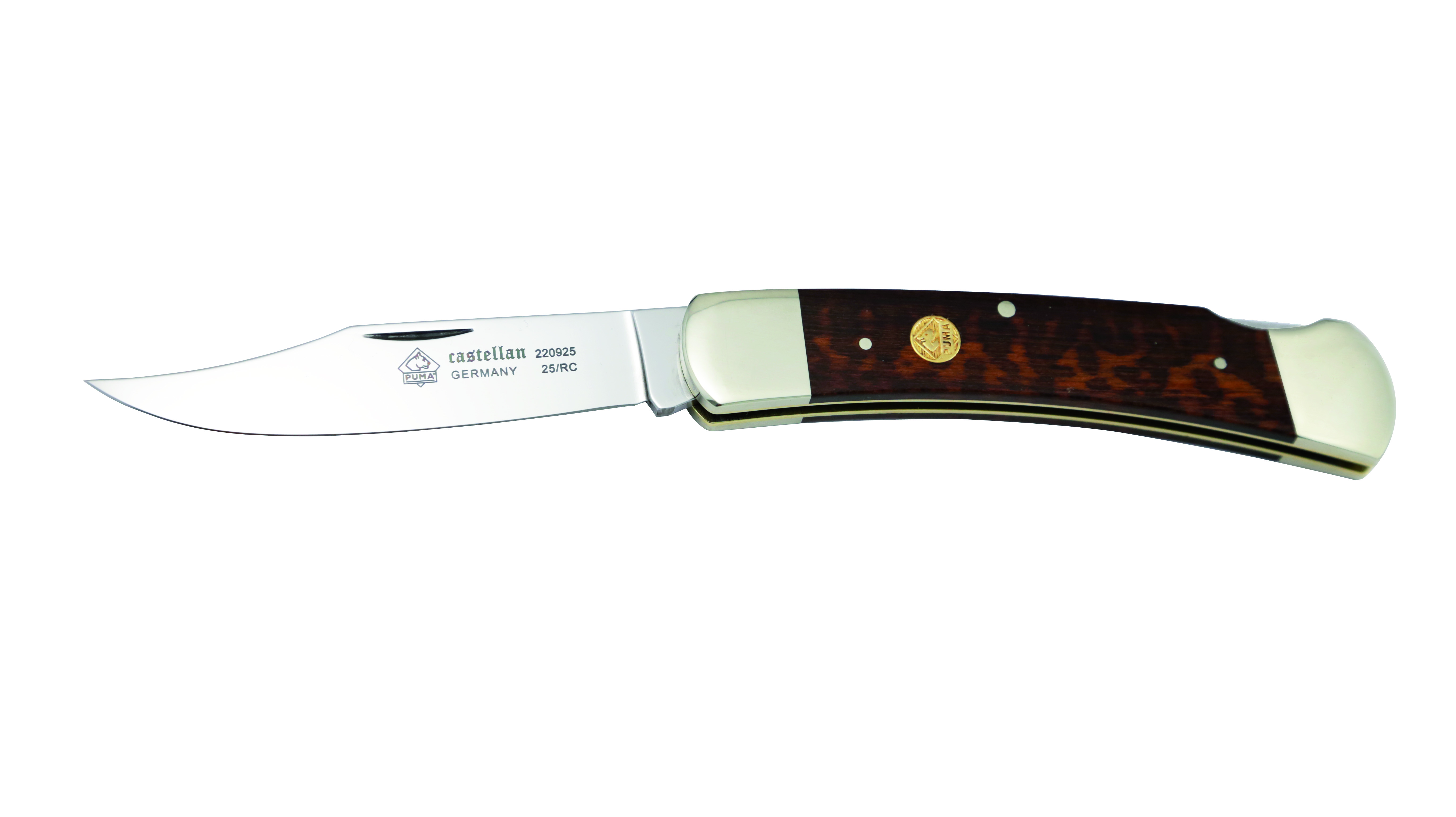
Edles Taschenmesser mit Neusilber Elementen und Schlangenholz Griff

Der Griff, der beim Messer auch als Heft bezeichnet wird, besteht aus mindestens zwei Platinen, zwischen denen Klingen und Werkzeuge eingeklappt liegen. Diese sind von den Griffschalen umgeben, welche am vorderen und hinteren Ende mit Backen eingefasst sein können. Außerdem kommen mögliche Hebel, Wippen, Federn und andere Verriegelungsmechanismen hinzu. All diese Teile werden durch Nieten oder Schrauben zusammengehalten oder verklebt. Des Weiteren können Beschläge und Verzierungen vorhanden sein.
Früher bestanden die Griffschalen eines Taschenmessers aus Holz, Bein oder Horn. Edlere Modelle verwendeten Perlmutt, Elfenbein, Messing, Silber oder Gold. Später kamen dann Griffschalen aus Neusilber, eloxiertem Aluminium und Kunststoff hinzu. Als Kunststoffe für die Griffschalen werden Cellidor (Celluloseacetobutyrat), Kraton (Polystyrol-Polybutadien-Polyisopren-Blockcopolymer), Micarta (Phenolharz) und Zytel (Nylon-Resin) verwendet. Die roten Griffschalen der Schweizer Taschenmesser bestehen aus Cellidor.
Falls vorhanden, werden Befestigungsmechanismen am Griff untergebracht. Größere Messer haben häufig einen Clip zum Befestigen des Taschenmessers am Gürtel. Verbreitet sind auch Schlüsselringe oder Löcher.
Auch wenn Taschenmesser in der Regel keine Parierelemente haben, sind bei größeren Taschenmessern die vorderen und/oder hinteren Enden des Griffs zu Griffwulsten verbreitert, die wiederum eine Griffmulde einschließen, die ein Abrutschen der messergreifenden Hand verhindert. Die Griffmulde kann ihrerseits wiederum Fingermulden aufweisen. Die Griffigkeit des Hefts wird außerdem durch Material, Noppung und Riffelung der Griffschalen erhöht.

## Spezielle Klingen und Werkzeuge an Taschenmessern

### Mechanische Werkzeuge
- Großes Messer zum Schneiden (Messerschneide kann glatt, wellig oder gezackt sein)
- Mittleres Messer als Ersatzklinge
- Kleines kurzes schmales Messer (Federklinge) zum Anspitzen von Schreibfedern oder Bleistiften
- Schnitzmesser mit kurzer konkaver Klinge und spitzer Spitze zum Schnitzen von Holz
- Schere zum Schneiden von Papier und Karton
- Säge zum Sägen von Holz
- Feile zum Feilen von Holz und Metall
- Beitel zum Spanen von Holz
- Ahle (Pfriem) zum Stechen und Bohren von Löchern
- Sacknadel (= Ahle mit Öhr) zum Durchfädeln einer Schnur durch groben Stoff zum Zubinden von Säcken

### Werkzeuge zum Behälteröffnen
- Korkenzieher zum Rausziehen von Stöpselkorken an Flaschen
- Kapselheber zum Entkapseln von Kronkorken an Flaschen
- Sekthaken zum Durchtrennen des Gebindes einer Sektflasche[7]
- Dosenöffner zum Öffnen von Konservendosen
 (bei Wenger-Taschenmessern rückwärts im Uhrzeigersinn, bei Victorinox-Taschenmessern vorwärts im Gegenuhrzeigersinn)
- Schere zum Schneiden der Tülle an Getränkekartons
- Ahle zum Stechen von Löchern in Kondensmilchdosen

### Werkzeuge zur Körperpflege
- Nagelreiniger zum Reinigen der Fingernägel (am Ende der Klinge mit der Nagelfeile)
- Nagelfeile zum Feilen der Fingernägel
- Pinzette zum Entfernen von Splittern
- Zahnstocher zum Entfernen von Speiseresten aus den Zahnzwischenräumen
- Ohrlöffel zum Reinigen des Gehörgangs von Ohrenschmalz

### Werkzeuge für den Gentleman
- Knopfhaken zum leichteren Zuknöpfen von Hemden und Gamaschen, wird durch das Knopfloch geführt, um den Knopf gelegt und zurückgezogen
- Rosenklinge zum Abschneiden einer Blume für das Knopfloch auf der linken Kragenseite des Jacketts des Herrenanzugs (Boutonniere = Blume am Revers)
- Taschenuhrschlüssel zum Aufziehen einer Taschenuhr

### Werkzeuge für den Raucher
- Zigarrenschneider zum Abschneiden der Enden einer Zigarre[8]
- Pfeifenputzer (Pfriem = runde Ahle) zum Herauskratzen von Tabak- und Ascheresten aus der Pfeife
- Pfeifenstopfer zum Stopfen einer Pfeife

### Rettungsmesser

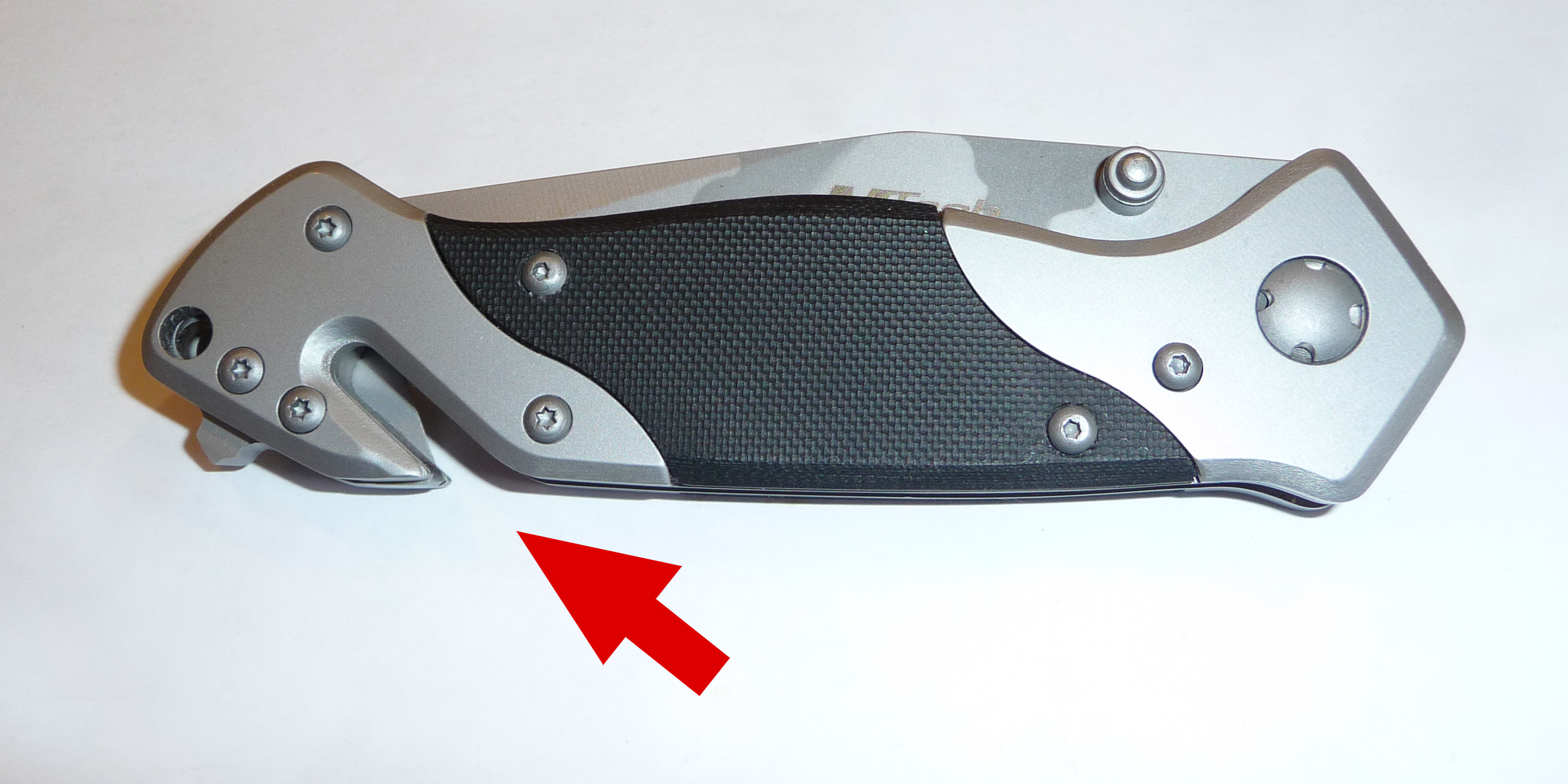
Rettungsmesser mit Gurtschneider (Pfeil)

- Scheibenbrecher zum Einbrechen von Fensterscheiben[9][10]
- Scheibensäge zum Durchsägen von Autoscheiben aus Sicherheitsglas[9][10][11]
- Gurtschneider (1. Version) aus kurzem Haken mit scharfer hakenförmiger Klinge zum Durchschneiden von Sicherheitsgurten im Auto[11]
- Gurtschneider (2. Version) aus konkavem Messer mit Wellenschliff und stumpfen Knopf am Ende zum Durchsägen von Sicherheitsgurten im Auto[9][10]

### Technische Werkzeuge
- Schlitz-Schraubenzieher
- Kreuz-Schraubenzieher
- Sechskant-Schlüssel
- Inkant-Schlüssel
- Zange
- etc.

### Elektrotechnische Werkzeuge
- Drahtabisolierer zum Abisolieren und Biegen von elektrischen Drähten
- Hülsenpresser zum Pressen von Hülsen an elektrischen Drahtenden, um das Ausfransen der Drahtenden zu verhindern

### Gärtnermesser
- Hippenklinge mit stark konkav gekrümmter Klinge zum Abschneiden und Abreißen von Stängeln und Ästen[12]
- Ritzklinge mit scharfer gerader Schneide zum T-förmigen Einschneiden der Rinde (Okulation) bzw. schrägem Abschneiden des Stängels (Kopulation)[12]
- Rindenlöser mit stumpfen Dorn am Klingenrücken zum Ablösen der Rinde am Rücken der Okulierklinge[12]

### Pilzmesser

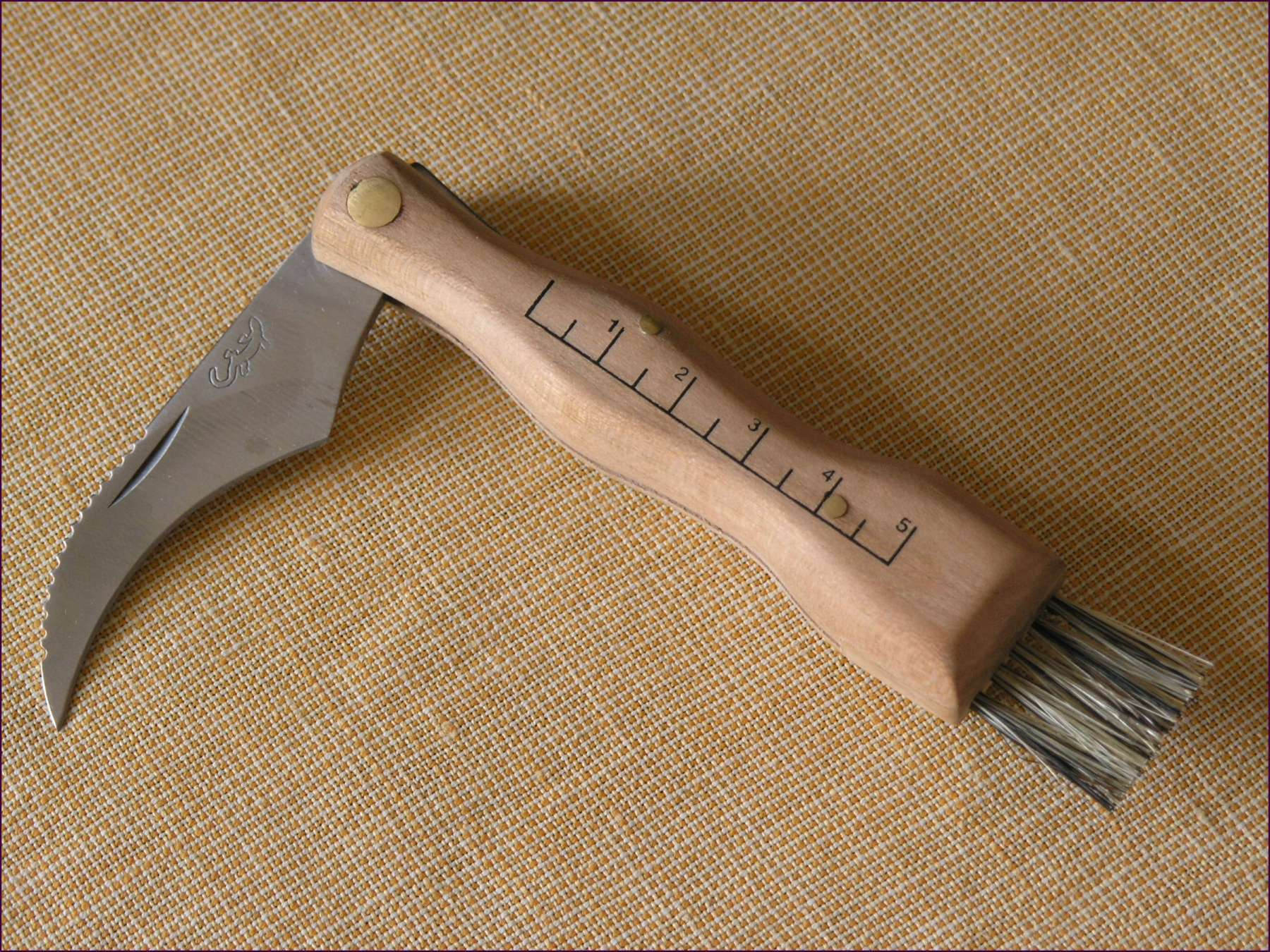
Pilzmesser mit Pilzklinge (links) und Pilzbürste (rechts)

- Pilzmesser mit kleiner, konkavgebogener Klinge zum Abschneiden der Pilze
- Pilzbürste zum Säubern der Pilze

### Reitermesser
- Hufkratzer zum Abkratzen von Dreck an Pferdehufen
- Hufrinnenmesser (Rinnmesser) zum Auskratzen der Hufrinne[13]
- Mähnenkamm zum Kämmen der Pferdemähne[13]

### Jagdmesser
- Aufbrechklinge (Waidklinge) mit schmaler konkaver Klinge und stumpfem Knopf an der Spitze zum Aufbrechen der Bauchhöhle beim Haarwild, um Innereien, die das Fleisch verunreinigen können, in einem Stück zu entfernen, ohne sie anzustechen oder zu beschädigen (stumpfe Knopfspitze)[14]
- Schlosssäge zum Durchsägen des Schlosses (Beckensymphyse) bis zum Waidloch (After) zum Aufbrechen des Beckens zur leichteren Entfernung des Mastdarms beim Ausweiden des Haarwilds[14]
- Abhäutklinge (Skinnerklinge) mit breiter konvexer Klinge und spitzer Spitze zum Häuten des Haarwilds[14]
- Gamsnadel (= Ahle mit Öhr) zum Durchstechen und Durchfädeln der Beine zwischen Röhrbein und Beugesehne und anschließendem Fesseln aller Beine zum sicheren Tragen der erlegten Gämse auf der Schulter in steilem Gelände[14]
- Gekrösehaken (Entenhaken, Hühnerhaken) mit Haken an einem langen Stiel zum Herausziehen der Innereien in einem Stück beim Federwild, um das Fleisch von Magen- und Darminhalt sauber zu halten[14]

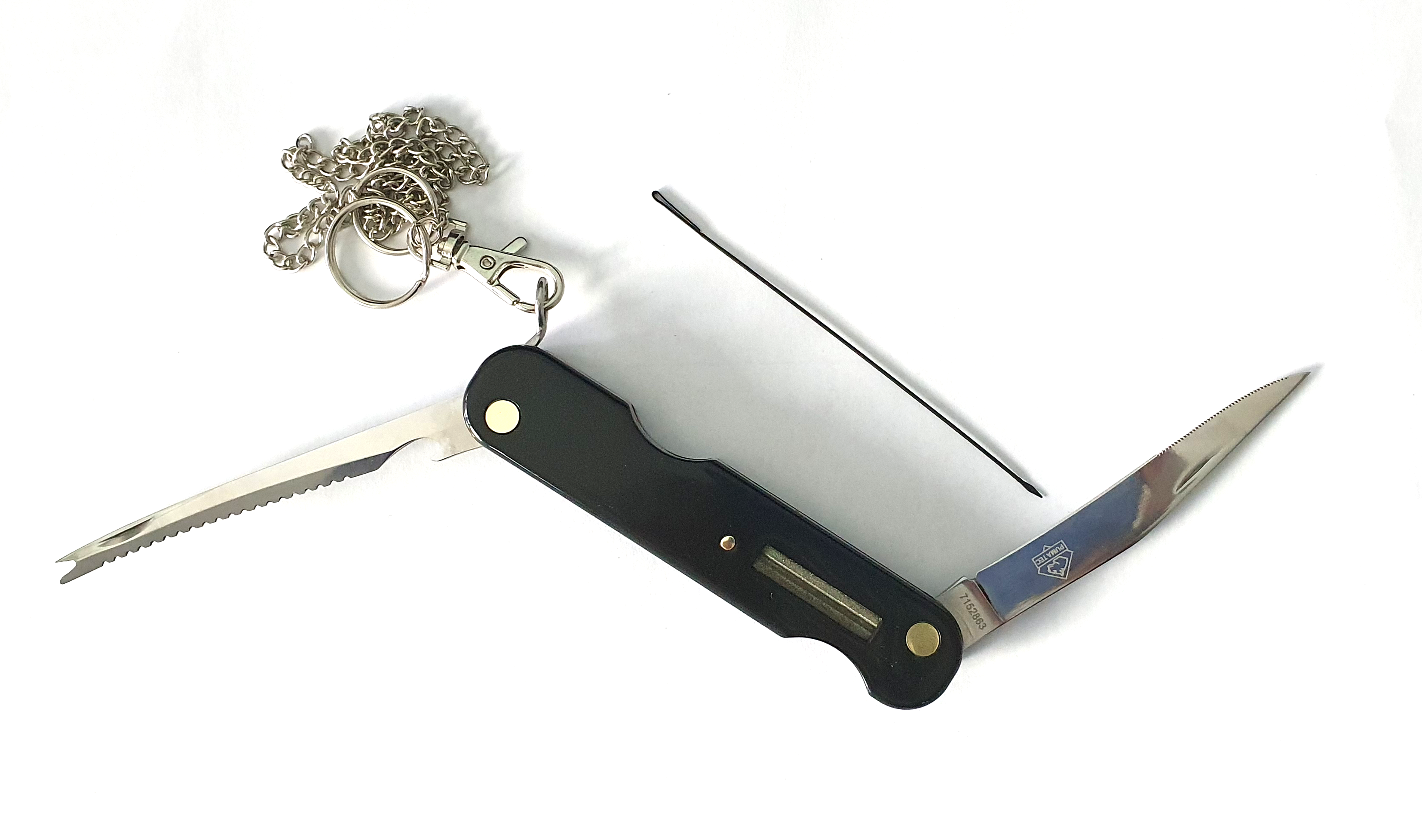
Universal Anglermesser 863

### Anglermesser
- Geschwungene, spitz zulaufende Klinge mit Anreißschneide zum Schneiden von Fischhaut
- Schuppenschaber mit Hakenlöser zum Herauslösen des Angelhakens (befindet sich am Ende des Fischentschuppers)

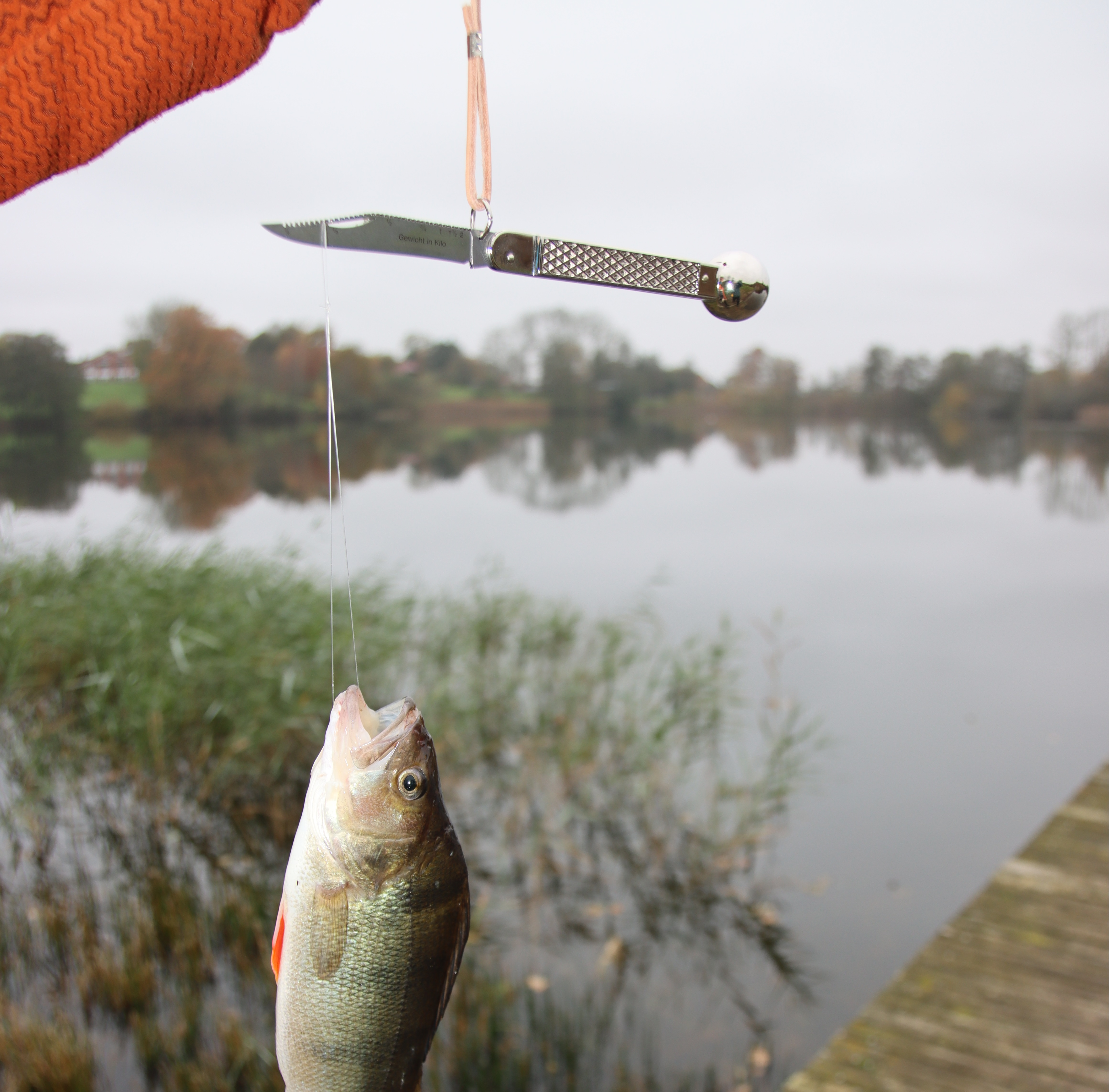
Waagemesser mit Fang

- Eingelassene Ködernadel
- Schleiffläche für Angelhaken
- Kette zum Sichern vor Verlust
- Flaschenöffner

### Waagemesser
- Das Kugelgewicht am Ende des Messers dient als Gegengewicht und ermöglicht das Abwiegen des gefangenen Fisches, indem die Leine auf den Messerrücken gelegt wird.
- Gegengewicht-Kugel eignet sich als Totschläger zum schnellen Betäuben des Fisches[15]
- Der Klingenrücken mit zahnartigen Einkerbungen dient als Aufnahme für die Fangleine zum Wiegen und zum Entschuppen von Fischen.

### Golfwerkzeuge
- Pitchgabel[16] zum Einsetzen von herausgeschlagenen Rasenstücken (Divots) beim Golf
- Schuh-Spike-Schlüssel[17] zum Festschrauben von Spikes an Golfschuhen

### Schiffsmesser
- Schäkelöffner zum Öffnen von Schäkeln (Seilbolzen)Bootsmesser mit Marlspieker (links), Schäkelöffner (oben) und Messer (rechts)

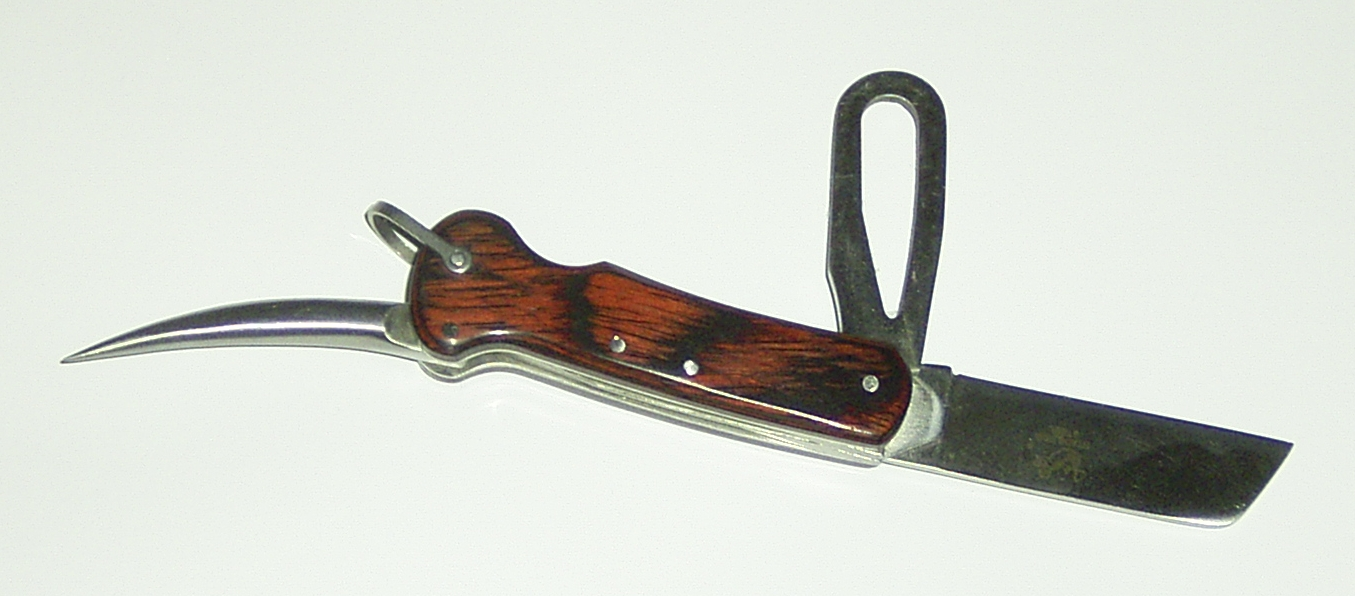
Bootsmesser mit Marlspieker (links), Schäkelöffner (oben) und Messer (rechts)

### Taklermesser
- Marlspieker zum Aufdröseln von Kardeelen und Knoten

### Sonstige Werkzeuge
- Schneid-und-Pick-Werkzeug[18] (eng. Cut and Picker Blade) zum Durchschneiden der Plastikverpackung um Medikamentendosen und Herauspicken der Baumwollfüllung zur Polsterung aus dem Hals der Medikamentendose
- Orangenschäler[19] (eng. orange peeler) zum Schälen von Orangen

## Rechtliche Situation in Deutschland
Der Umgang mit Klappmessern ist in Deutschland generell erlaubt. Allerdings unterliegen Einhandmesser mit feststellbarer Klinge einem Führungsverbot unabhängig von der Klingenlänge gemäß § 42a Abs. 1 Nr. 3 Waffengesetz (WaffG).
Diese dürfen außerhalb der eigenen Wohnung nur in einem verschlossenen Behälter transportiert werden.
Ausnahmen sind gemäß § 42a Abs. 2 WaffG zulässig, wenn ein berechtigtes Interesse vorliegt, wie beispielsweise Berufsausübung, Brauchtumspflege, Sport oder ein allgemein anerkannter Zweck. Die Verwendung des Messers zur Selbstverteidigung hingegen stellt kein berechtigtes Interesse dar.
Bei öffentlichen Veranstaltungen wie Volksfesten, Sportveranstaltungen und Märkten sowie beim Besuch von Theatern, Kinos, Diskotheken und Tanzveranstaltungen ist das Führen von Waffen gemäß § 42 Abs. 1 WaffG grundsätzlich verboten, ebenso in Waffenverbotszonen nach § 42 Abs. 5 WaffG. Seit 31. Oktober 2024 gilt das grundsätzlich auch für das Führen von Messern, wobei diverse Ausnahmen gelten – für den Alltagsgebrauch relevant sind insbesondere: „im Zusammenhang mit einem allgemein anerkannten Zweck“ und „nicht zugriffsbereit von einem Ort zum anderen befördern.“
Inhaber des Hausrechts können das Führen von Waffen und Messern in ihrem jeweiligen Bereich ebenso verbieten.
Nicht zu den Klappmessern, aber zu einer ähnlichen Klasse gehören folgende verbotene Messer:
- Faustmesser, Ausnahmen gelten für Leder und Pelz verarbeitende Berufe gemäß § 40 Abs. 3 WaffG
- Springmesser
- Balisong-Messer
- Fallmesser

## Bekannte Herstellungsorte

### Deutschland
In Deutschland ist Solingen im Bundesland Nordrhein-Westfalen für seine Messer und Klappmesser bekannt. In Solingen sind zahlreiche mittelständische Messerhersteller ansässig, so die Firmen Böker, Eickhorn, Hartkopf, Hubertus, Klaas, Linder, Lütters, Otter und Puma. Solinger Messer sind schon seit 1938 als geschützte Markenbezeichnung durch die Solingenverordnung geschützt. Seit 2012 führt die Stadt den amtlichen Namenszusatz „Klingenstadt“. Zu den bekanntesten Solinger Messern gehören das Hippekniep, das Puma Game Warden und das Mercator-Messer.

### Österreich
In Österreich liegt das Zentrum der Messerherstellung im Trattenbachtal bei Ternberg in der Region Eisenwurzen. Dort wird der Trattenbacher Taschenfeitel hergestellt.

### Schweiz
In der Schweiz wird das Schweizer Offiziersmesser mit mehreren Klingen und weiteren Werkzeugen von den Unternehmen Victorinox an den Standorten Ibach, Kanton Schwyz, und Delémont, Kanton Jura (ehemals Wenger) hergestellt.

### Frankreich
Aus Frankreich stammen die bekannten Marken Opinel und Laguiole. Opinel-Messer sind freigelenkige Klappmesser mit drehbarem Schlitzring und werden in Chambéry im Département Savoie in den ostfranzösischen Alpen hergestellt. Laguiole-Messer sind Hirtenmesser, die vom spanischen Navaja-Messer abstammen und dem schlanke Design des türkischen Yatagan-Säbels nachempfunden wurden. Laguiole-Messer wurden anfangs nur im gleichnamigen Städtchen Laguiole im Département Aveyron in den Ausläufern der Pyrenäen hergestellt, bis sie dann später aufgrund ihres Erfolgs auch in der Klingenstadt Thiers im Département Puy-de-Dôme in der Auvergne nachgebaut wurden. Beide Städte teilen sich die Marke Laguiole, die allerdings nicht wie die Marke Solingen gesetzlich geschützt ist. Typisch für Laguiole-Messer und ihr Markenzeichen ist der Flipper in Form einer Fliege (fr. mouche) auf dem Rücken des Messergriffs, der gern von Händlern zu einer Biene verbrämt wird, obwohl er von seiner Gestalt und seinem französischen Namen nach eindeutig eine Fliege ist. Es gibt jedoch einige Laguiole-Messer, die tatsächlich eine Biene statt einer Fliege zeigen. Diese wird Napoleon-Biene genannt. Weitere Verzierungen an Laguiole-Messern sind Ziselierungen des Griffrückens und Ziernieten in Form eines Hirtenkreuzes. Das Douk Douk ist ein französisches Taschenmesser mit einer Klinge aus Kohlenstoffstahl und wird von der Firma M. C. Cognet aus Thiers seit 1929 hergestellt. Der Name des Messers leitet sich von der geheimnisvollen Sagenfigur Duk-Duk aus dem Südpazifik ab. Es wurde insbesondere in den französischen Kolonien nachgefragt.

### Andere Länder
Großbritannien
- Sheffield Knives aus Sheffield, County South Yorkshire, England

Italien
- Fox aus Maniago, Autonome Region Friaul-Julisch Venetien

Neuseeland
- Svörd aus Waiuku, Nordinsel Neuseelands

Spanien
- Joker aus Albacete, Autonome Region Kastilien-La Mancha
- Navaja Artesanal aus Albacete, Autonome Region Kastilien-La Mancha
- Nieto aus Albacete, Autonome Region Kastilien-La Mancha
- Muela aus Argamasilla de Calatrava, Autonome Region Kastilien-La Mancha

Südafrika
- Okapi aus Isithebe, Provinz KwaZulu-Natal

Tschechien
- Mikov aus Mikulášovice, Region Ústí, siehe: Rybička

USA
- Benchmade Knife Company aus Oregon City, Bundesstaat Oregon
- Buck Knives aus Post Falls, Bundesstaat Idaho
- Case & Sons Cutlery Co aus Bradford, Bundesstaat Pennsylvania
- Columbia River Knife & Tool aus Tualatin, Bundesstaat Oregon
- Gerber aus Tigard, Bundesstaat Oregon
- Great Eastern Cutlery aus Titusville, Bundesstaat Pennsylvania
- Kershaw Knives aus Tualatin, Bundesstaat Oregon
- Leatherman Tool Group aus Portland, Bundesstaat Oregon
- Spyderco aus Golden, Bundesstaat Colorado